# تاريخ منطقة الأندلس

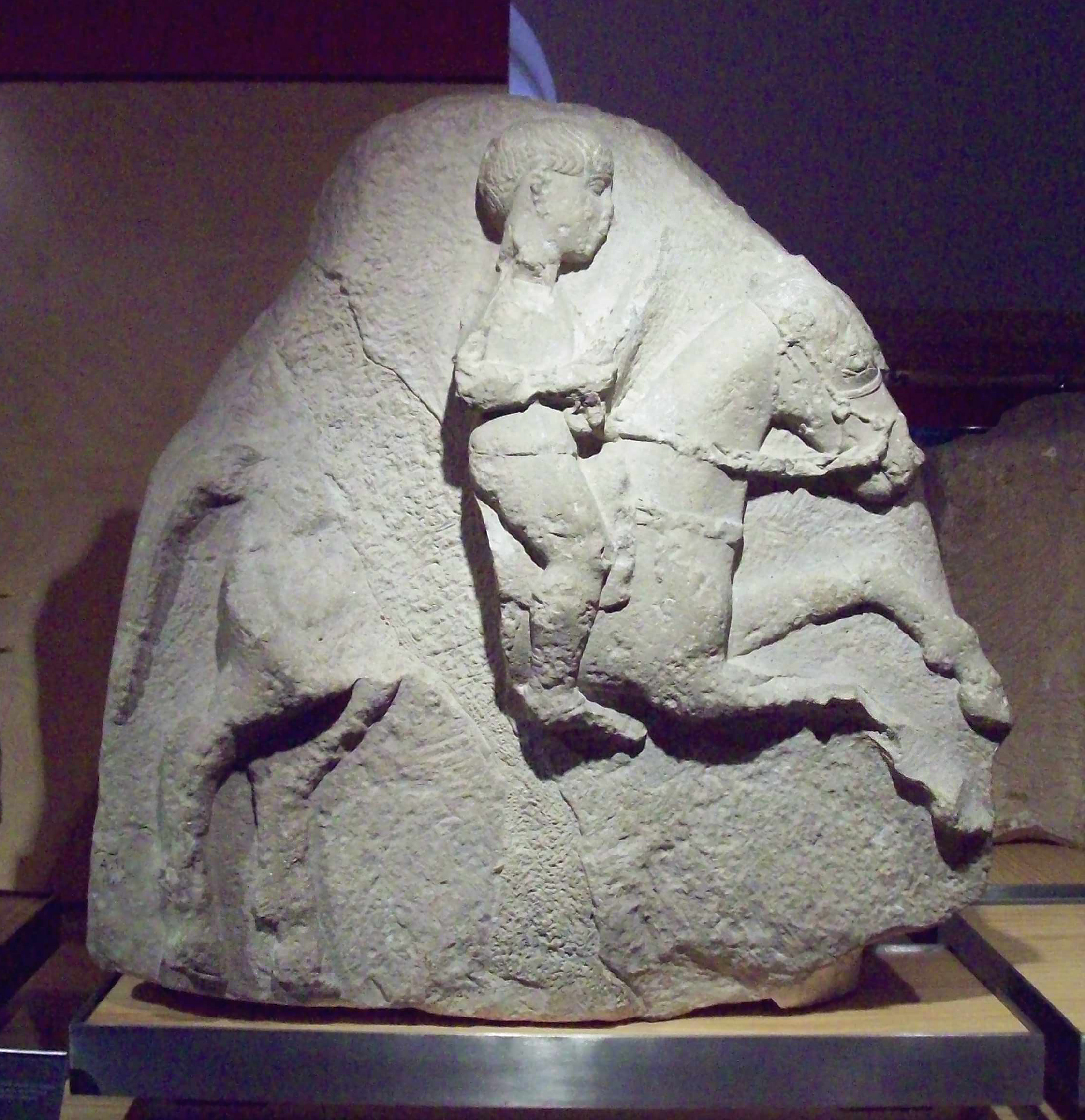
نحت لخيال من الآثار الإيبيريون في أشونة، موجودة في متحف إسبانيا الوطني للآثار.

تاريخ أندلسيا التي كانت قشتالية بالبداية ومن ثم أضحت من الأراضي الإسبانية، وبدأ تاريخها في القرن الثالث عشر مع إنشاء ممالك قرطبة وإشبيلية ومملكة جيان، واكتمل مع إنشاء مملكة غرناطة في القرن الخامس عشر، واستمرت الممالك الأربعة [الإنجليزية] حتى قانون تقسيم أقاليم إسبانيا 1833 وبلغت ذروتها مع استفتاء حول مبادرة استقلال الأندلس ذاتيا في سنة 1980. ومع ذلك فمن المهم ذكر تاريخها السابق والمتكامل في تلك المنطقة.
موقع أندلوسيا الجيوستراتيجي في أقصى جنوب أوروبا حيث تحده إفريقيا جنوبا ويقع بين المحيط الأطلسي غربا والبحر الأبيض المتوسط شرقا، بالإضافة إلى ثرواتها المعدنية والزراعية ومساحتها الكبيرة التي تبلغ 87268 كيلومتر مربع (أكبر من العديد من الدول الأوروبية)، فشكل مجموعة من عوامل جعلت الأندلس مركز جذب للحضارات الأخرى منذ بداية العصر الحديدي.
في الواقع فموقعها الجغرافي جعل منها حلقة وصل بين أفريقيا وأوروبا. فأشارت بعض النظريات إلى أن أشباه البشر الأوروبيين الأوائل استقروا في الأراضي الأندلسية بعد عبورهم مضيق جبل طارق. كان للثقافات الأولى التي تطورت في الأندلس (لوس ميلاريس وأرغارية وتارتيسوس) كان لديهم فارق بسيط واضح في التوجه، يرجع ذلك إلى حقيقة أن شعوب شرق البحر الأبيض المتوسط استقروا على السواحل الأندلسية بحثًا عن المعادن وتركوا تأثيرهم الحضاري. ارتبطت عملية الانتقال من عصور ما قبل التاريخ إلى التاريخ، والمعروفة باسم فجر التاريخ، بتأثير هذه الشعوب وخاصة الفينيقيون والإغريق.
اندمج أندلوسيا بالكامل في الحضارة الغربية مع غزو ورومنة مقاطعة بايتيكا. كان لهذا الأمر تأثير اقتصادي وسياسي كبيرين على الإمبراطورية الرومانية، حيث ساهم فيها العديد من القضاة وأعضاء مجلس الشيوخ الهسبان، وكذلك كبار الأباطرة أمثال تراجان وهادريان.
ولم تتمكن الغزوات الجرمانية [الإسبانية] للوندال ومن بعدهم القوط الغربيين من محو الدور الثقافي والسياسي لبايتيكا. ففي القرنين الخامس والسادس حافظ ملاك الأراضي الرومان-بيتيكو عمليا على استقلالهم عن طليطلة. وبرزت في تلك الفترة شخصيات دينية مثل القديس إيزيدور الإشبيلي والقديس هيرمينجيلد.

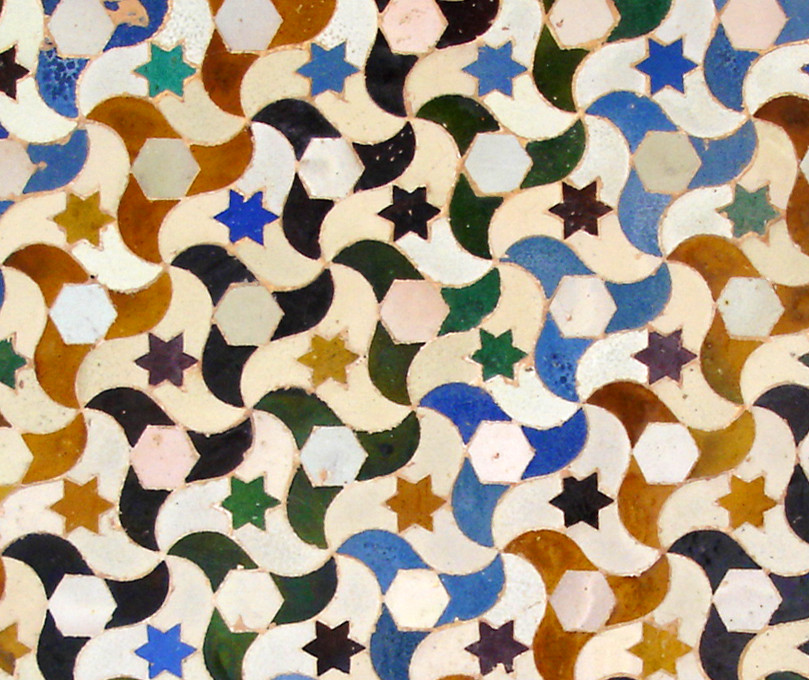
بلاط قصر الحمراء

ولكن مع دخول المسلمين لشبه الجزيرة سنة 711 انقطعت الصلات القديمة للثقافة الأندلسية، واندمجت بالثقافة الإسلامية. فأضحت الأندلس الثقل السياسي الرئيسي عند مختلف الدول الإسلامية، فالعاصمة قرطبة هي أحد المراكز الثقافية والاقتصادية الرئيسية في العالم في ذلك الوقت. بلغت تلك الفترة ذروة إزدهارها زمن الخلافة الأموية في قرطبة، فبرز فيه كبار القادة أمثال عبد الرحمن الثالث الذي أعلن الخلافة الأموية وابنه الحكم الثاني. ثم مالبث أن ظهر عصر الانحطاط في القرن الحادي عشر، فكانت فترة من الأزمات الخطيرة التي استفادت منها الممالك المسيحية في شمال شبه الجزيرة للتقدم في غزواتها. وكذلك مارست ممالك شمال أفريقيا من المرابطين والموحدين نفوذها في الأندلس وأنشأوا مراكز قوى في غرناطة وإشبيلية. وبين تلك الفترات من مركزية السلطة، كان هناك تفتت سياسي لأراضي شبه الجزيرة، فانقسمت إلى ممالك الطوائف الأولى والثانية [الإسبانية] والثالثة [الإسبانية]. وفي الفترة الثالثة كان لإمارة غرناطة النصرية دور تاريخي ورمزية أساسية.
كان تاج قشتالة يتمدد تدريجياً على أراضي أندلسيا. فاهتم فرناندو الثالث بغزو الوادي الكبير بأكمله في القرن الثالث عشر. فانقسمت الأراضي الأندلسية إلى جزء مسيحي وآخر مسلم حتى سنة 1492 عندما انتهى غزو شبه الجزيرة بالاستيلاء على غرناطة بعد حصار دام عشر سنوات، وانهاء الحكم الإسلامي بشبه الجزيرة.
استفادت أندلوسيا من موقعها الجغرافي في القرن السادس عشر أيما استفادة. بسبب مركزيتها في التجارة مع العالم الجديد، حيث لعبت دورًا أساسيًا في اكتشافه واستعماره. ومع ذلك لم يكن هناك أي تطور اقتصادي حقيقي في الأندلس بسبب اهتمامات التاج العديدة في أوروبا. أصبح الاستنزاف الاجتماعي والاقتصادي واسع الانتشار في القرن السابع عشر وبلغت ذروته بمؤامرة النبلاء الأندلسيين [الإنجليزية] ضد حكومة الكونت دوق أوليفاريس سنة 1641.

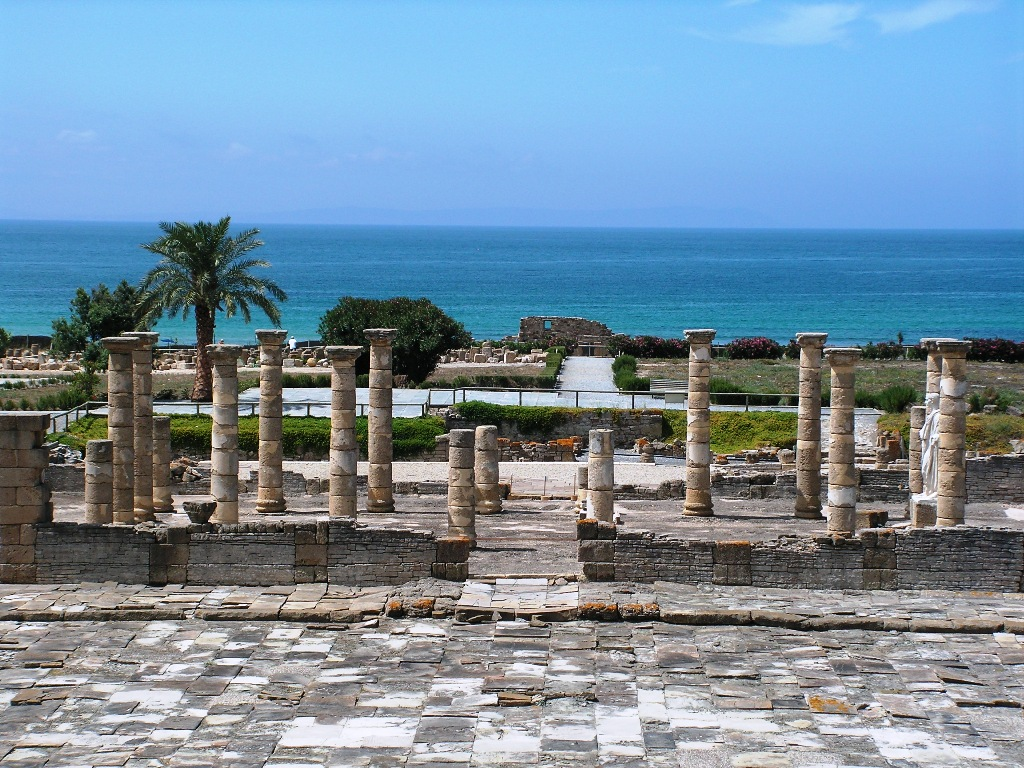
منظر جزئي لأطلال مركز بايلو كلوديا

لم تتمكن إصلاحات البوربون من اصلاح ماأصاب إسبانيا وخصوصا أندلسيا من فقدان وزنها السياسي والاقتصادي في السياق الأوروبي والعالمي في القرن الثامن عشر. وبالمثل فقد كانت خسارة إسبانيا لمستعمراتها الخارجية قد أزاح أندلسيا تدريجيًا من الدوائر الاقتصادية التجارية الهامة. تفاقم هذا الوضع خلال القرون التالية مما نقلها من واحدة من أغنى أقاليم إسبانيا إلى أفقرها في نهاية عملية التحول الصناعي الفاشل في القرن التاسع عشر.
واتخذت أندلسيا في القرن العشرين خطوة أساسية نحو فهم التاريخ الحالي للمنطقة، وتكوينها كونها منطقة ذات حكم ذاتي داخل إسبانيا. حيث تواجه مستقبلها بهدف الخروج من حالة التخلف مقارنة مع مناطق الاتحاد الأوروبي الغنية.

## ماقبل التاريخ

### العصر الحجري القديم

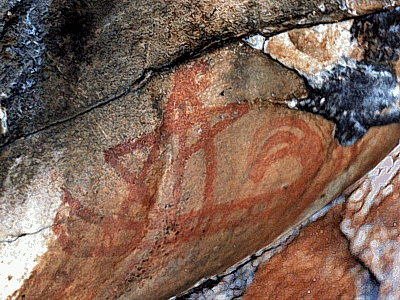
كهف لاخا ألتا في خيمينا دي لا فرونتيرا

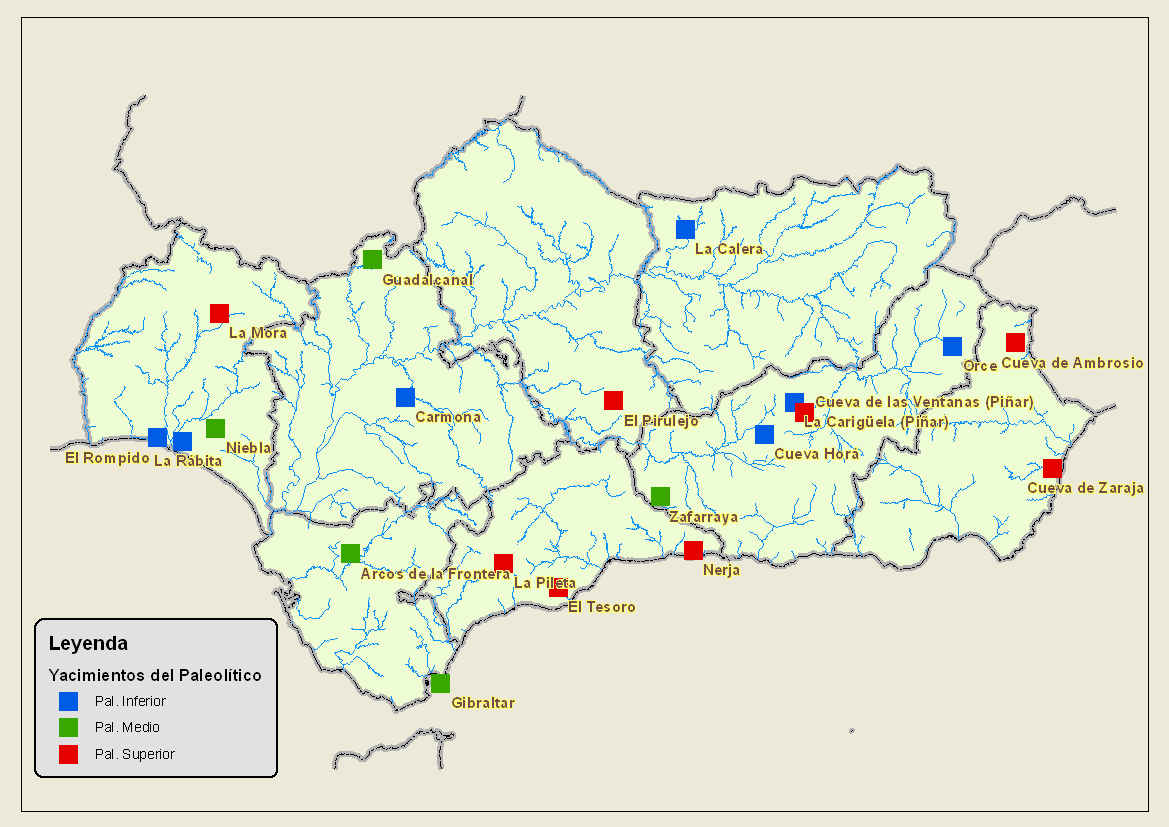
بقايا آثار من العصر الحجري القديم في أندلسيا

يعود وجود البشر في أندلسيا إلى العصر الحجري القديم السفلي، باكتشاف آثار للثقافة الأشولينية يتراوح عمرها بين 700,000 و 400,000 سنة، ولكن الاكتشاف المثير هو وجود بقايا رجل أورثي الذي دل إلى زمن أقدم من العصور السحيقة. وكانت مناطق استيطان أندلسيا الرئيسية هي في أعالي الوادي الكبير [الإنجليزية] وجنوب سييرا مورينا وعلى مصاطب الأنهار الكبيرة، التي استخدمت كمحاور للتنقل ومناطق للإمداد الغذائي (الصيد والحصاد). خلال العصر الحجري القديم الأوسط الذي برز به إنسان نياندرتال وحضارة موستيرية، حدثت طفرة مناخية أدت إلى استخدام الكهوف كملاذ. والدليل على ذلك كهف كاريهويلا في بينيار، وكهف زاخارا في منطقة كهوف المنصورة وكهوف جبل طارق [الإنجليزية].
تميز العصر الحجري القديم الأعلى بتراجع التجلد وظهور الإنسان العاقل الذي انتشر استيطانه في جميع أنحاء أندلسيا. تميزت الثقافة المادية بالتقدم في الصناعة الحجرية وبداية مظاهر الفن الحجري. ومن الأمثلة على ذلك اللوحات الموجودة في كهف la Pileta وكهف Ambrosio في ألمرية وكهفي Motillas و Malalmuerzo في غرناطة وكهف Morrón في جاين، والتي تتميز جميعها بالرسم التخطيطي. الجدير بالذكر أن الفن الصخري للطرف الجنوبي لشبه الجزيرة الإيبيرية، يسمي أيضا «بالفن الأندلسي الجنوبي». في كهف نيرخا الواقع في بلدة مارو التبعة لبلدية نيرخا (مالقة) وجدت بعض لوحات يمكن أن تكون أول عمل فني معروف عمره 42,000 عام من تاريخ البشرية.

### العصر الحجري الحديث

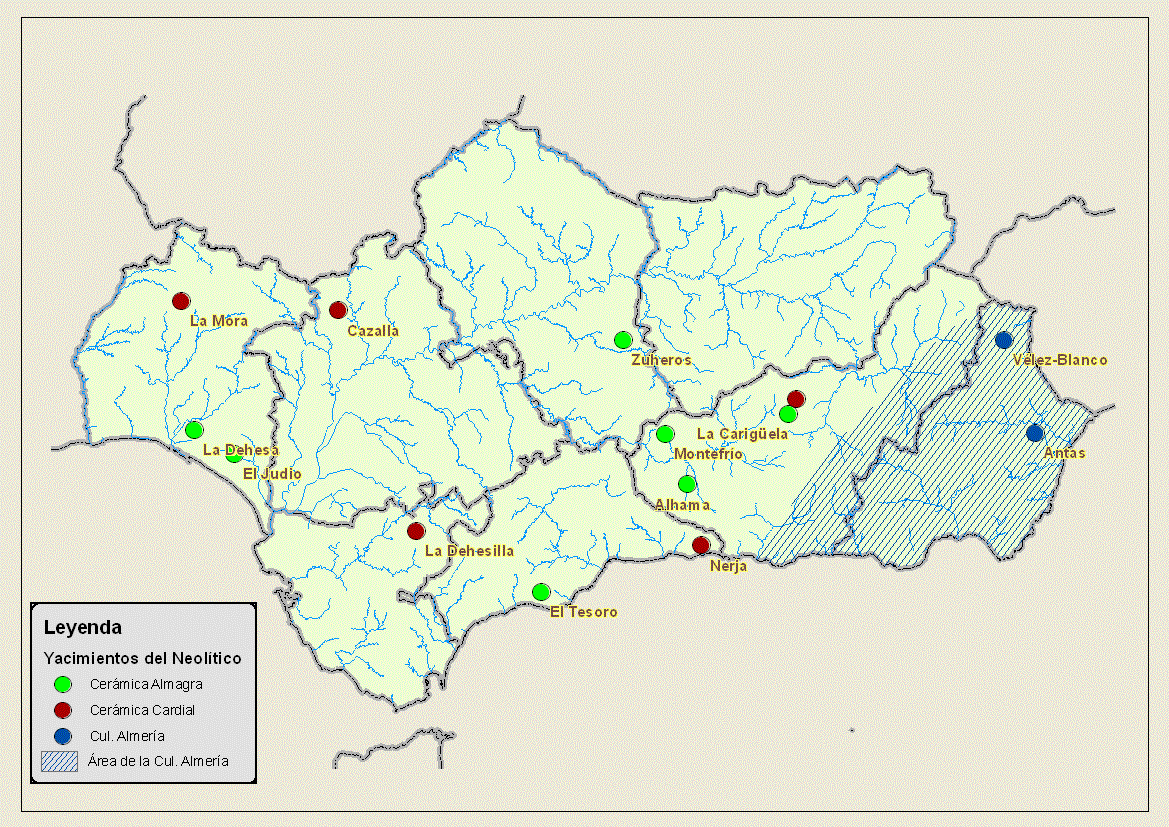
بقايا آثار من العصر الحجري الحديث في أندلسيا

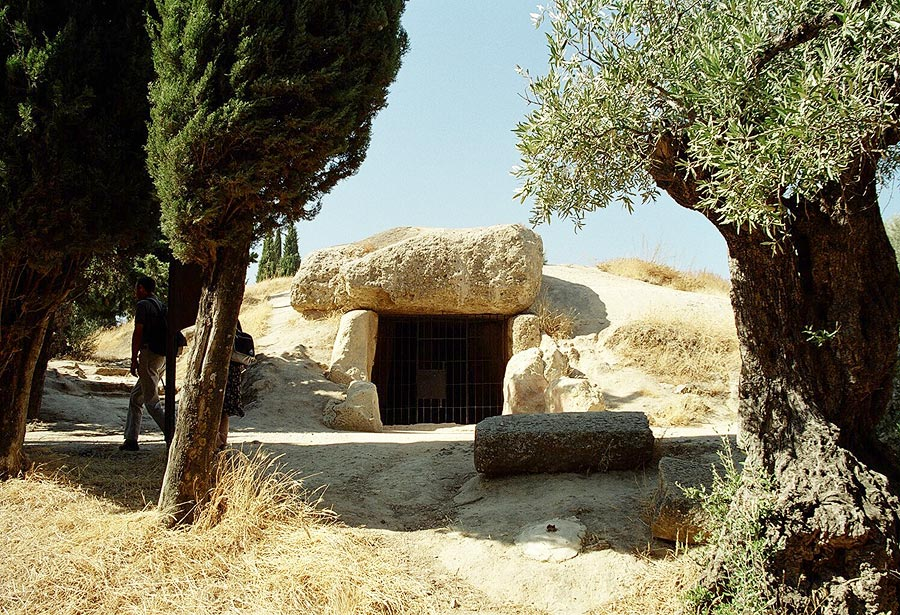
صرح حجري لدولمن دي منجا

وصل العصر الحجري الحديث إلى الأندلس حوالي الألفية الخامسة قبل الميلاد عن طريق الانتشار من بلدان شرق المتوسط باقتصاد إنتاجي قائم على الزراعة والثروة الحيوانية وعينات جديدة من الثقافة المادية مثل الحجر المصقول والسيراميك. وتوجد أول دلائل على العصر الحجري الحديث في شرق ألمرية.
تتميز تلك الفترة بوجود نوعين من المساكن أو المستوطنات البشرية: القرى والكهوف. كانت المدن عبارة عن مجموعات بسيطة من الأكواخ ذات قاعدة دائرية وجدران من الطوب أو الجدران الخشبية، وتقع في وديان الأنهار أو في المناطق القاحلة والتي كان نشاطها في الغالب هو الزراعة والثروة الحيوانية. تم استخدام الكهوف لتكون مساكن ومدافن. وفيما يتعلق بالسيراميك، فإن فخار الكارديوم وفخار الماجرة هي سمة مميزة. وتوجد بعض كهوف منذ العصر الحجري الحديث موجودة في الأندلس.

### فترة العصور الثلاث

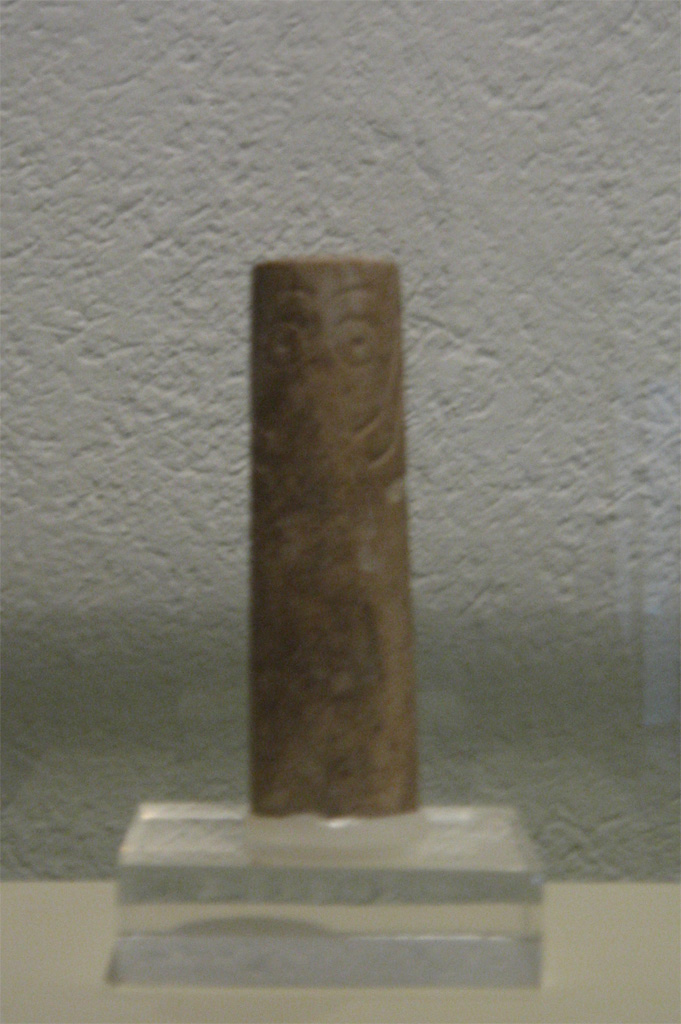
صنم أسطواني في الطريق إلى شلوقة، في سانلوكار دي باراميدا متحف قادس. العصر النحاسي، حوالي 2500 ق م.

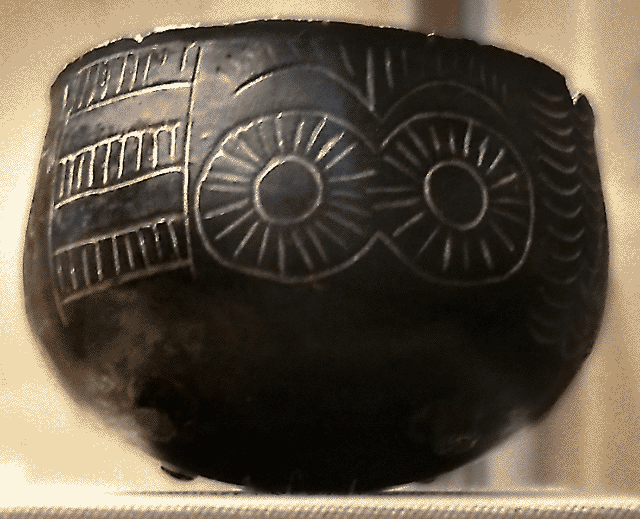
ماعون لوس ميلاريس

تميز العصر المعدني باختراع صهر المعادن الذي أدخلته شعوب شرق البحر الأبيض المتوسط إلى الأندلس. كان إدخال المعادن في التكنولوجيا تقدمًا مهمًا في تصنيع أدوات للزراعة والصيد وصيد الأسماك، وكذلك الحرب. كان تخصيص الأدوات بحيث يمكنها تقسيم العمل، مفضلاً فائض الإنتاج في الزراعة والذي أدي إلى أول طبقات اجتماعية في المجموعات المختلفة. وهناك تغيير آخر مهم ظهر في تلك الفترة، وهو تطوير النقل والتجارة، بسبب مواقع الرواسب المعدنية والعمل على نقلها إلى مناطق مختلفة من البحر الأبيض المتوسط. أصبح البحر المتوسط المحور الرئيسي للتجارة، مما تسبب في تكثيف جميع أنواع العلاقات وإشعاع أسرع للتقدم التقني والتبادل الثقافي الذي عجل دخول الأندلس إلى مرحلة ماقبل التاريخ.
عادة ماينقسم العصر المعدني إلى ثلاث مراحل، وذلك حسب استخدام اسم المعدن المستخدم في كل مرحلة من تلك المراحل: العصر النحاسي ثم العصر البرونزي فالعصر الحديدي. وتطورت العصر النحاسي في الأندلس سلسلة من الثقافات المهمة مثل الثقافة المغليثية الموجودة في لوس مياريس، وثقافة القدور الجرسية وثقافة إل أرغار. في العصر الحديدي ومع وصول الشعوب المستوطنة، تطورت حضارة تارتيسوس الهامة، والتي أدخلت أندلسيا فجر التاريخ.

المنطقة التقريبية لتمديد وتأثير حضارة طرطوس

الشعوب الأصلية في أندلسيا الحالية

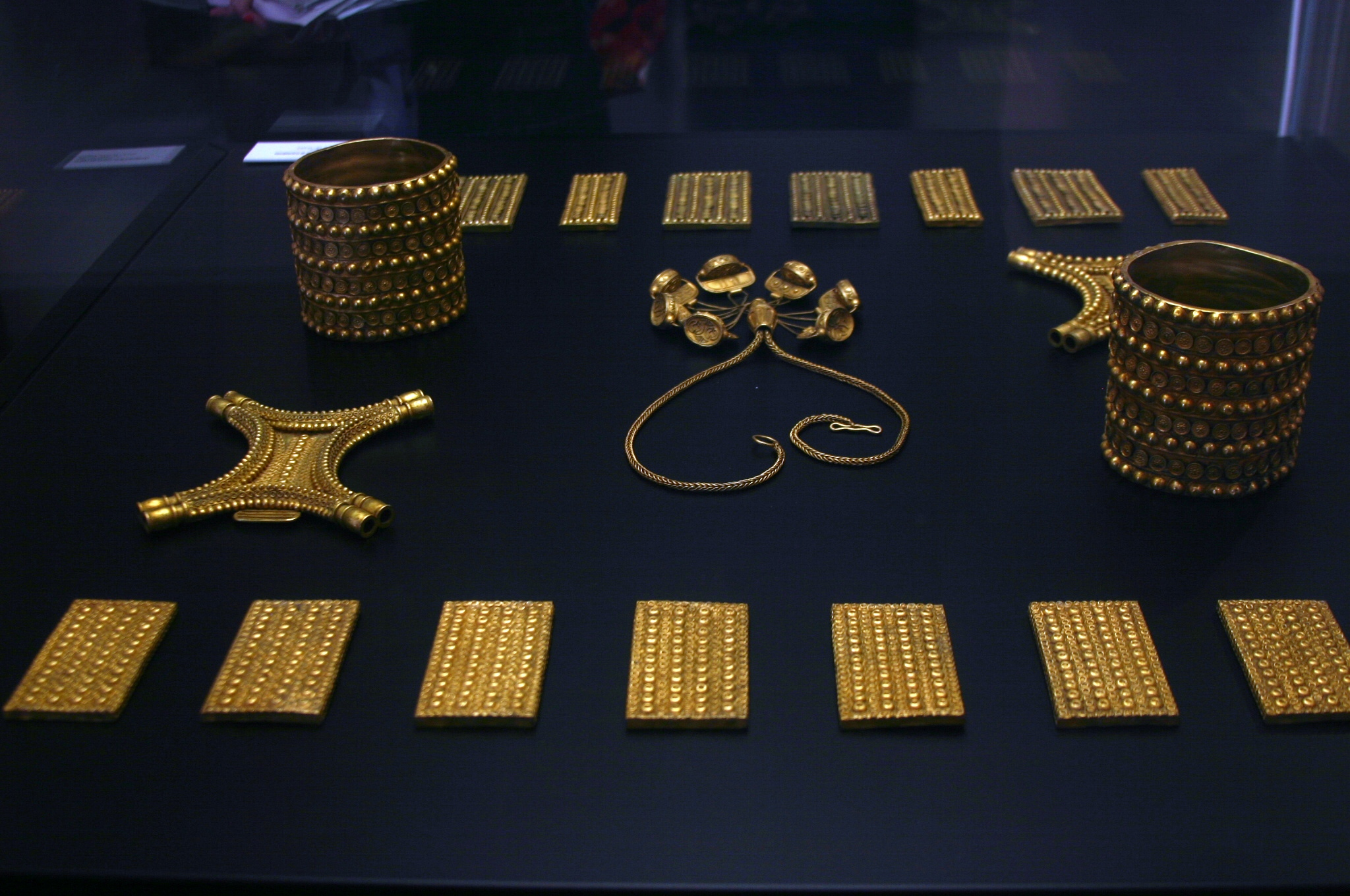
مصوغات من كنز إل كارمبولو

## التاريخ القديم

### المستعمرات الشرقية تارتيسوس وتورديتانيا
بدءا من القرن العاشر ق م مارس الفينيقيون في صور هيمنتهم على باقي المدن الفينيقية. ثم جرت في حوالي القرن التاسع ق م عملية استعمار وإنشاء العديد من المستوطنات والمصانع في أراضي شبه الجزيرة، ومنها مالاكا وسيرو ديل فيلار في مالقة، وكادير (قادس)، ودونا بلانكا (إل بويرتو دي سانتا ماريا)، وأبديرا (عذرة) وساكسي (المنكب)، وموقع سيرو دي لا مورا الأثري (موراليدا دي ثافايونا)، وغيرها من المواقع. استخدم هؤلاء المستعمرون الأراضي الأندلسية للحصول على موارد مختلفة ولأهميتها الاستراتيجية كنقطة عبور إلزامية للطريق التجاري بين البحر الأبيض المتوسط والأطلسي. استمرت هيمنة صور الفينيقية التجارية حتى سنة 573 ق م عندما سقطت بيد نبوخذ نصر الثاني ملك بابل بعد حصار دام ثلاثة عشر عاما. مع سقوط صور توقفت التجارة بين تارتيسوس وفينيقية.
يمكن القول لكل ماسبق أن حضارة تارتيسوس تطورت من البرونز القديم والأوسط، بالتزامن مع ثقافتي إل أرغار ولوس مياريس حتى انهيارها في القرن 6 ق م. وتمددت تارتيسوس على معظم أراضي أندلسيا والغارف وجزء من منطقة مرسية، على الرغم من أن محورها الرئيسي كان يقع في المثلث الذي شكلته مدن ولبة وإشبيلية وقادس. كان نشاطها الأكثر أهمية هو التصنيع والتعدين (الذهب والفضة والحديد والنحاس)، على الرغم من ممارستها الزراعة والثروة الحيوانية وصيد الأسماك والتجارة البحرية، حيث كانت نقطة إستراتيجية بين طرق البحر الأبيض المتوسط والأطلسي، ومفتاح للتجارة الفينيقية مع الجزر البريطانية من القصدير.
وفقًا للتسلسل الزمني للاستعمار والبقايا الأثرية، نشأت تارتيسوس بشكل أساسي من تطبع السكان الأصليين ثقافيا تحت تأثير المستعمرين الفينيقيين، الذين عدت أبجديتهم الصوتية [الإنجليزية] وفقًا للبعض أساس كتابة اللغة التارتيسية. ومن الدلائل الأخرى على تأثير الفينيقين السيراميك المصقول من الورنيش الأحمر وعبادة الآلهة الشرقية مثل عشتروت وبعل وملقرت، كما هو موضح في كنز إل كارمبولو ومعبد ملقرت في قادس وغيرها الكثير. وأيضا أنتج الاحتكاك تارتيسوس الثقافي مع الإغريق والإتروسكان بأن أدخلها على قائمة أهم الحضارات في البحر الأبيض المتوسط، لتصبح أول حضارة عظيمة في شبه الجزيرة الإيبيرية.
ترجع معظم الأخبار الوثائقية عن تارتيسوس إلى الكتاب الإغريق. ولكن كان في كثير من الأحيان يخلط تاريخها بأساطير أو شبه أساطير، مع الملوك مثل جيريون وحابس ونوراكس وأرغانتونيو. بالإضافة إلى أن تحديد اتلانتيس الذي وصفها أفلاطون في حواراته مع طيماوس وكريتياس عن عاصمة أو مدينة تارتيسوس كان متكررًا.
بعد سقوط تارتيسوس، أصبحت أراضي أندلسيا الحالية تحت السيطرة القرطاجية. ومع ذلك ورثت تورديتانيا ثقافتها، وهي منطقة يسكنها التورديتانوس وهم شعب أيبيري وفقًا لسترابو:
بالتوازي مع تورديتانيا، عاشت الشعوب الأصلية الأخرى في إقليم تارتيسوس مثل: Tartessos: توردولوس وباستيتانوس وأوريتانوس وكونيوس. أدى صعود روما القوي بعد فترة طويلة من الحروب البونية إلى طرد الرومان القرطاجيون نهائيا من شبه الجزيرة الأيبيرية.

### بايتيكا الرومانية

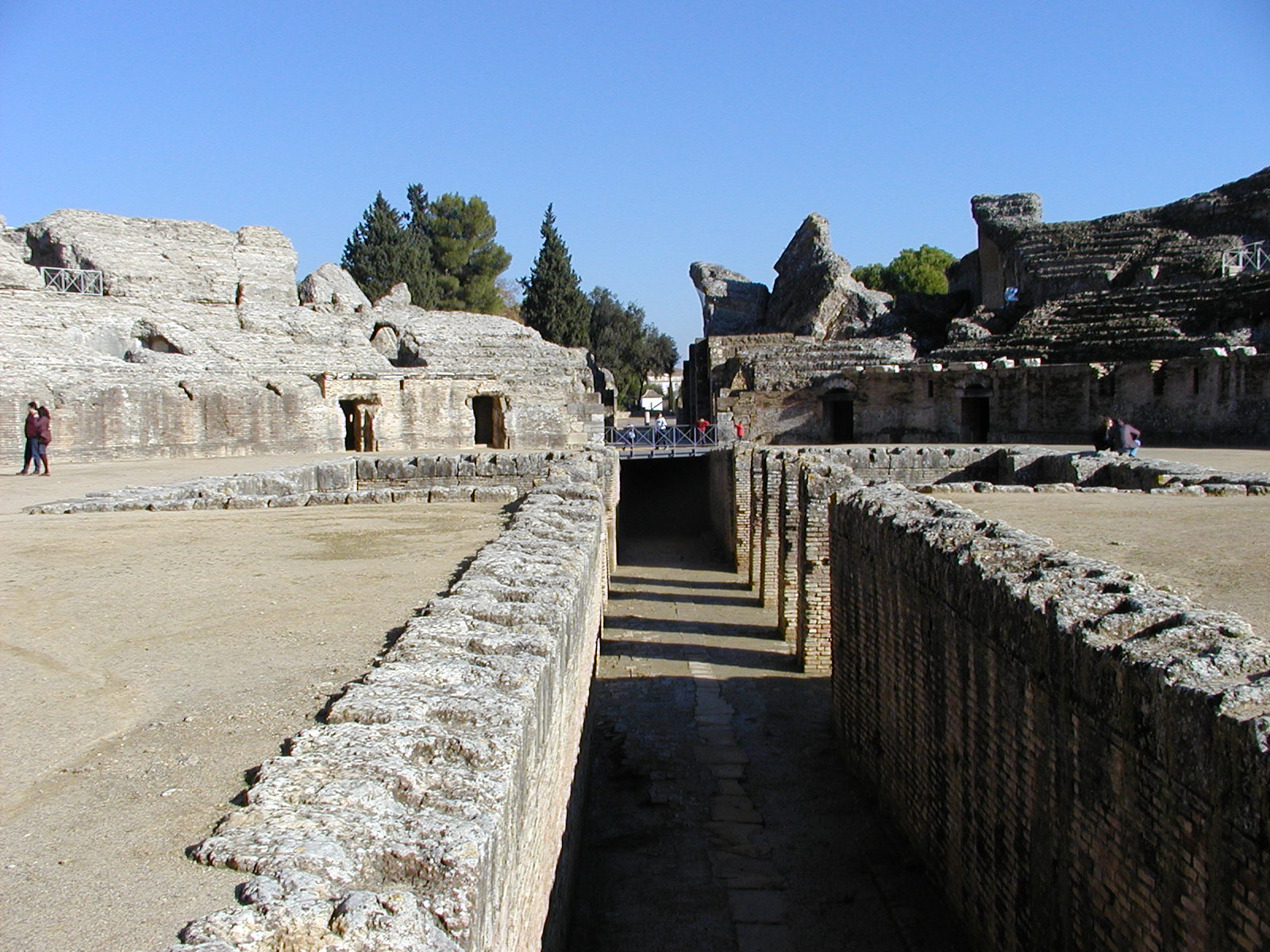
مدرج إيتاليكا، أحد أكبر المدارج في الإمبراطورية

أول تقسيم روماني لهسبانيا، وموقع هيسبانيا أوليتير في أندلوسيا

هسبانيا وفقا لتقسيم المقاطعة الرومانية 27 م، حيث يمكن تقدير حدود بايتيكا.

هسبانيا في عهد دقلديانوس

في سنة 218 ق م نزل الجنرال الروماني بابليوس سكيبيو في إمبيوريز لقطع الإمدادات عن القرطاجيين. ثم عين قنصلا على روما سنة 210 ق م. وعندها بدأت الحرب البونية الثانية وغزا الرومان شبه الجزيرة الإيبيرية. وبعد الحرب رحل القرطاجيون عن الأندلس، واستبدل وجودهم بالرومان الذين واجهوا بعض جيوب المقاومة.
نتيجة للنصر الروماني تم إنشاء مقاطعة هيسبانيا أوليتير، والتي غطت تقريبًا كامل أراضي أندلسيا، باستثناء الجزء الشمالي من مقاطعات خاين وغرناطة وجزء من مقاطعة ألمرية شرق نهر المنصورة، والتي ظلت تحت إدارة مقاطعة تاراكونيس ولاحقًا كارتاخينياس. وفي عهد أغسطس أنشئت مقاطعة جديدة، وهي مقاطعة بايتيكا وعاصمتها قرطبة.
توجت المنطقة بشبكة من الطرق مرتبة على أساس ثلاثة محاور طبيعية كبيرة للعبور: منخفض الوادي الكبير، ثلم انترابتيكا والساحل. حول هذه المحاور تم ترتيب مراكز سكانية مهمة، مثل قرطبة (العاصمة)وقادس وملقة وإيتاليكا وإيليبرس وهيسباليس وإستبة وبوركونا..إلخ، والتي احتكرت تحصيل الضرائب والتجارة واستغلال الأجور، بالإضافة إلى كونها مراكز كبيرة لاختراق الثقافة الرومانية وتوزيعها في مناطق التأثير الريفي. إن الطبيعة الفاصلة للأنهار الكبيرة مثل أنهار يانة والوادي الكبير، وأهمية مناطق التعدين الكبيرة مثل المادن، والحدود الطبيعية التي تمثلها سييرا مورينا، وأهمية المراكز السكانية الكبيرة وسهولة الاتصال عن طريق البحر هي عناصر صنعت الحدود وفي الوقت نفسه كونت المساحة الإقليمية بحقائق مختلفة ولكن مع وجود بعض التماسك.
ساهمت باتيكا مساهمة مهمة للإمبراطورية الرومانية من النواحي الاقتصادية والثقافية والسياسية. في المجال الاقتصادي استمر استخراج المعادن (الذهب والفضة والنحاس والرصاص) وكذلك الزراعة بشكل كبير للغاية، مع إنتاج وتصدير الحبوب وأيضا الزيت والنبيذ اللذان اشتهرت بهما في جميع أنحاء الإمبراطورية، إلى جانب الثوم. وفي المجال السياسي، كانت بيتيكا لفترة طويلة مقاطعة في مجلس الشيوخ، بسبب درجتها العالية في الثقافة الرومانية، وكانت تعتمد على السلطة السياسية لمجلس الشيوخ، وليس على القوة العسكرية للإمبراطور. وفي ذلك خاضت معركة موندا الحاسمة بين مؤيّدو الشعب والمحافظون، وأنصار قيصر وبومبي على التوالي. كما أنها أعطت روما الأباطرة تراجان وهادريان، وهما من مواطني إيتاليكا، والفيلسوف القرطبى سينيكا.
كان جراء الغزو الروماني الاقتصادي والسياسي، والرومنة العميقة لباتيكا أن وضع حدًا كبيرًا لثقافة سكانها الأصليين، ومع ذلك فقد أدى ذلك إلى التنصير المبكر، الذي ترسخ بقوة على السواحل الأندلسية وشهد تطورًا ثقافيًا جديدًا في جميع أنحاء شبه الجزيرة الأيبيرية. ففي القرن الرابع أصبحت الإمبراطورية متسامحة مع المسيحية. وأعلنت بعد ذلك دينها الرسمي الوحيد المسموح به، وعقد مجلس إلفيرا في أراضي باتيكا، وهو معلم أساسي في تاريخ المسيحية في إسبانيا حضره أحد عشر من أساقفة باتيكا من مجموع تسعة عشر من الحضور.

هسبانيا القوطية حوالي سنة 700

الوجود البيزنطي في شبه الجزيرة الايبيرية

## القرون الوسطى

### غزوات البرابرة الأولى
في سنة 411 وبحكم الاتفاق مع الإمبراطورية الرومانية الغربية استقرت قبائل السويبيون والوندال والألان شمال وجنوب شبه الجزيرة الأيبيرية. فدخل الوندال السلينجي (بقيادة فراديبالدو) مقاطعة بايتيكا الخصبة، حيث بقوا فترة قصيرة قبل انتقالهم جنوبا نحو المغرب. لا يمكن تحديد المناطق التي استقروا فيها في أندلسيا، بسبب وجودهم القصير فيها ونقص بالاكتشافات الأثرية المهمة.

### باتيكا القوطية والوجود البيزنطي
دخل القوط الغربيون المشهد السياسي لشبه الجزيرة الأيبيرية سنة 418 حيث طردوا الوندال. ولكن كان الطابع الجنوبي للأندلس ورومانيتها القوية وتوطيدها لأوليغارشية إقليمية، مكنها من امتلاك جيوش خاصة بها، مما أعطى لبايتيكا شخصيتها الخاصة. فكانت آخر منطقة سيطر عليها القوط الغربيون، وأكثرها من حالة عدم الاستقرار السياسي. والدليل على ذلك أنه في سنة 521 عين البابا الأسقف المتروبوليتي لإشبيلية (سالوست) نائبا عن لوسيتانيا وبايتيكا، مما يعني أن السلطة الكنسية في طراغونة لم تتحكم فعليًا في أراضي شبه الجزيرة الجنوبية.
وفي سنة 531 قام الملك القوطي تيوديس بتوسيع سريع نحو الجنوب، فأنشئ بلاطه في إشبيلية كي يمكنه التحكم بشكل أفضل في عملياته في جنوب شبه الجزيرة. حتى أنه قاد هجوما فاشلا ضد القوة البيزنطية الموجودة في سيتيم (سبتة). وفي النهاية استحوذت مملكة الطليطلة القوطية [الإسبانية] على بايتيكا بالكامل، فاستشعر الإسبان-رومان الأرستقراطيين المحليين بالخطر، فانتفضوا عدة مرات، كما جرى مع أثانغيلدو وهرمنغيلدو.
أدى تمرد أثانغيلدو المدعوم من الأوليغارشية البايتكية إلى تدخل البيزنطيين في هسبانيا، وتوسعهم في عهد جستينيان الأول. أهمية الساحل الأندلسي للتجارة في البحر الأبيض المتوسط جعلها تنضوي إلى الممتلكات البيزنطية في هسبانيا. ومع ذلك فقد كان الوجود البيزنطي في الأندلس عابرًا، لأن القوة القوطية في طليطلة لم تكن على استعداد للتخلي عن الساحل المفقود. فقامت حملات لاستعادته قام بها ليوفجيلد [الإنجليزية] أولاً ثم سوينتيلا الذي تمكن من طرد البيزنطيين سنة 620. ساعدت تلك الحملات إلى إنشاء قوة موحدة في شبه الجزيرة الأيبيرية.
اشتهر كلا من ليوناردو الإشبيلي وإيزيدور الإشبيلي من الناحية الدينية والثقافية خلال فترة القوط الغربيين، الذين قاموا بعملهم بشكل رئيسي في إشبيلية.

### الأندلس

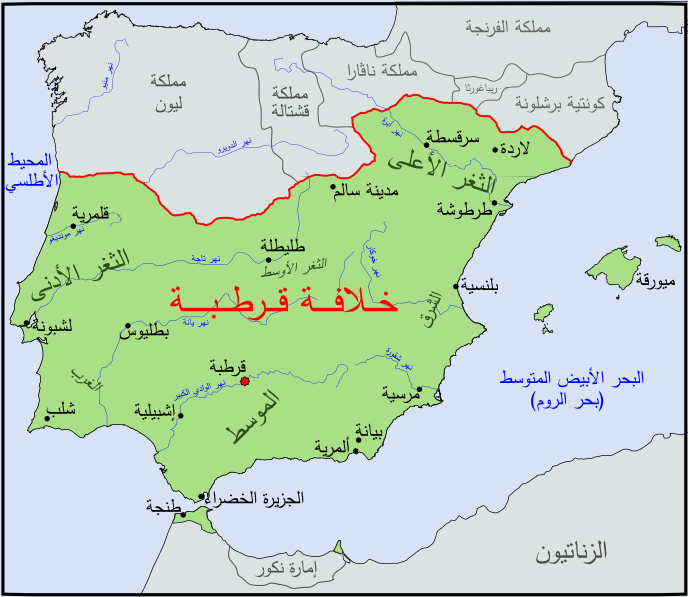
حدود الدولة الأموية سنة 390 هـ، أواخر عهد الحاجب المنصور.

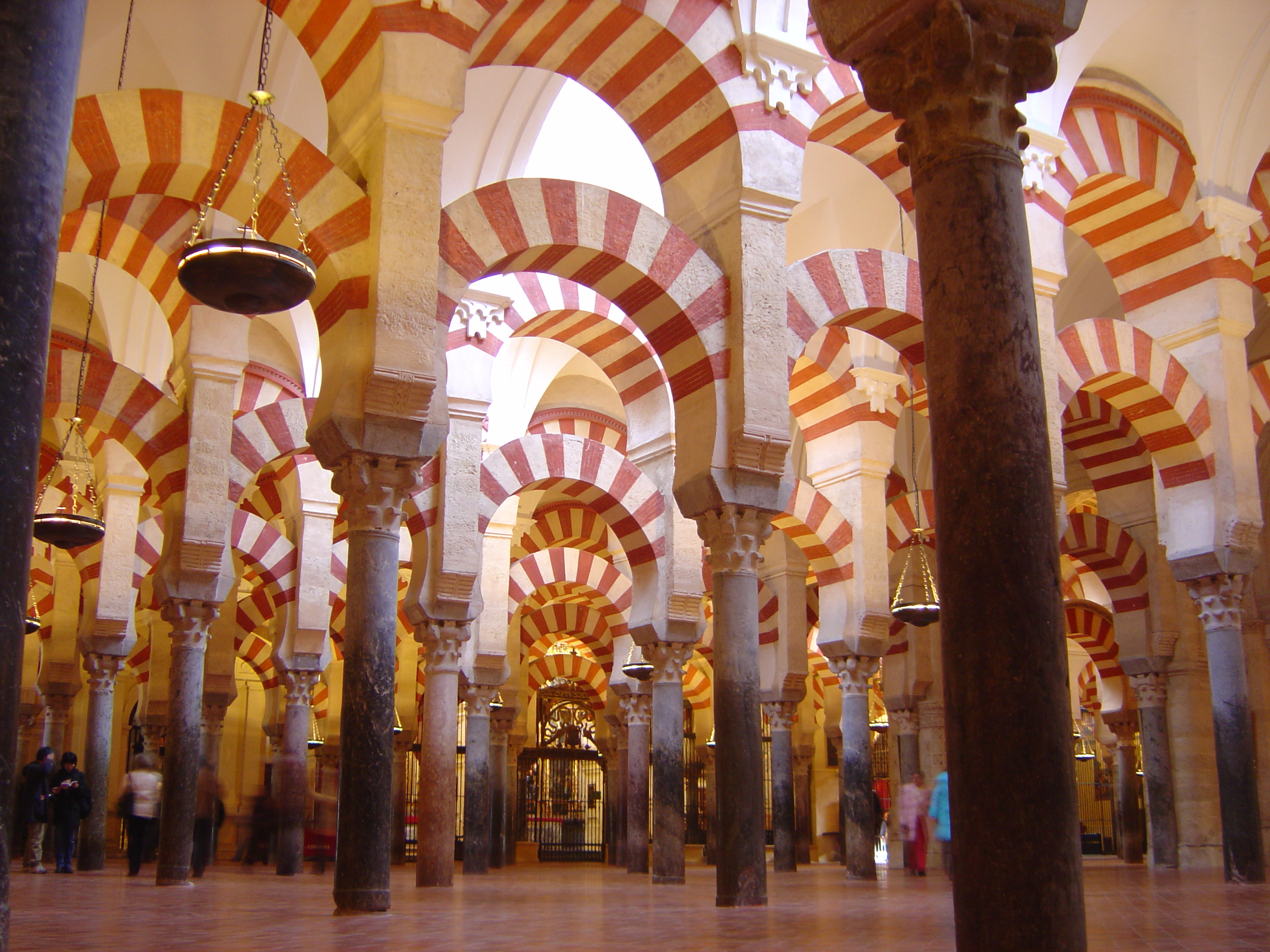
مسجد قرطبة

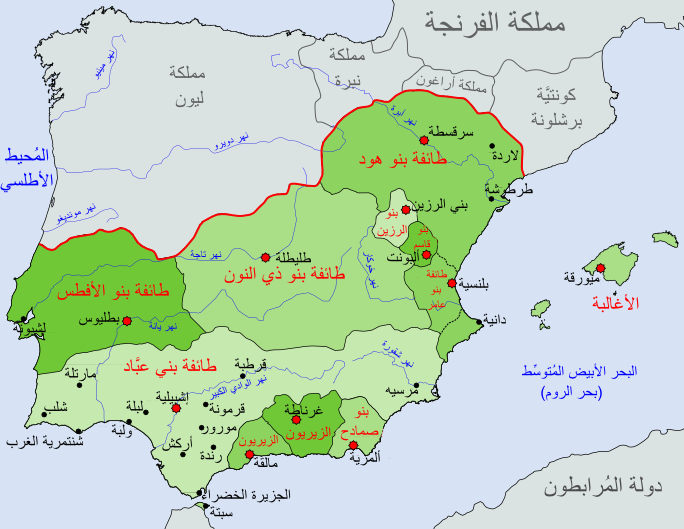
الفترة الأولى لملوك الطوائف سنة 1080، والتي من تقسيم الكور لخلافة قرطبة

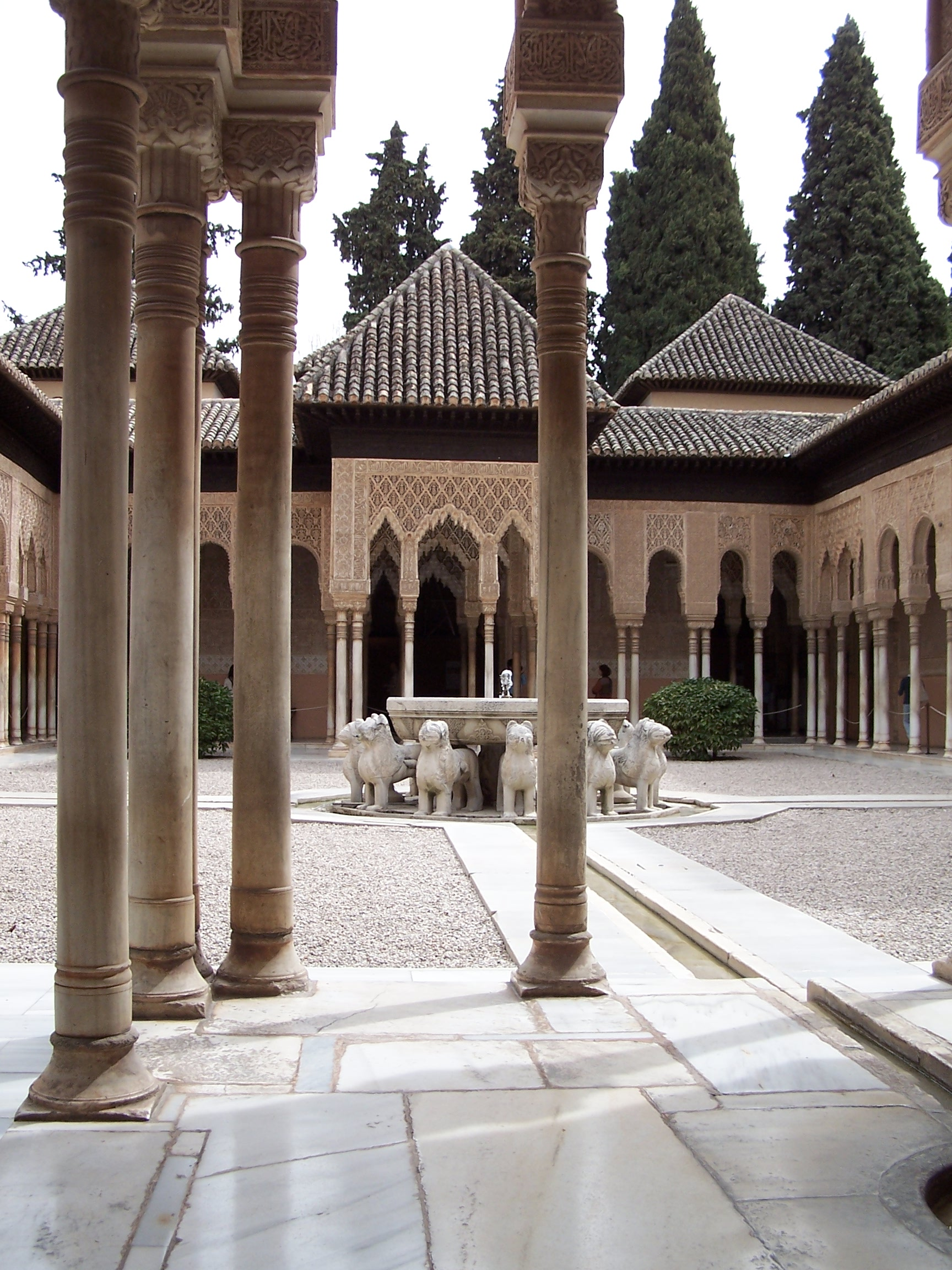
بهو الأسود في قصر الحمراء

إمارة غرناطة

في سنة 702 تولى غيطشة العرش القوطي، وفي خضم مجاعة كبيرة اشتبك أنصاره مع أنصار الملك السابق إرفيجيو بقيادة لذريق وهو حفيد الملك شيندازيونث. وعند وفاة الملك غيطشة سنة 710 أعلن لذريق نفسه ملكًا على البلاد، بينما أعلن أنصار غيطشة بأن ابنه أخيلا الثاني هو الملك. وخلال ذلك كانت الجيوش المسلمة بقيادة طارق بن زياد تعبر المضيق. فجمع لذريق قواته لمعركة وادي لكة ولكنه تعرض للخيانة من أبناء غيطشة والأسقف أوباس الذين سهلوا انتصار المسلمين وتمددهم بالبلاد. ومنذ ذلك الحين وحتى سقوط غرناطة سنة 1492 كانت شبه الجزيرة تحت الحكم الإسلامي وسميت باسم الأندلس. ومرت عليها سلسلة متعاقبة من دول إسلامية مختلفة.
اعتمدت سياسة إمارة قرطبة في البداية على الخلافة الأموية في دمشق، ولكن في 756 مع حكم عبد الرحمن الداخل أصبحت مستقلة في شؤونها المدنية عن الخلافة العباسية، وتوقفت عن كونها منطقة هامشية وأصبحت مركزًا للقرار السياسي، حتى نهاية عصر الإمارة المستقلة. كذلك شهدت هذه الفترة ثورةٌ لعلَّها الأشهر في تاريخ الأندلُس هي ثورة عمر بن حفصون الذي ولد في كورة باراوتا،، واستمرت ثورته حتَّى سنة 316 هـ / 928م أي بعد عشر سنواتٍ على وفاة ابن حفصون نفسه. كان الصراع الداخلي ثابتًا في الأندلس بسبب المصالح المتضاربة لمختلف الجماعات العرقية والدينية التي عاشت فيه. غالبًا ما واجهت الأرستقراطية العربية السائدة معارضة من البربر والإسبان الرومان والمستعربون والمولدون واليهود والسلاف والصقالبة وهم العبيد المحررين من شمال شبه الجزيرة أو وسط أوروبا.
وتوج حكم الأمويين في الأندلس بإعلان عبد الرحمن الثالث الخلافة في قرطبة سنة 300 هـ / 912م، مما أدى إلى توقف الاعتماد الديني على الشرق. على الرغم من أن الحدود الإقليمية في ذلك الوقت تجاوزت حدود الأراضي أندلسيا الحالية، فإن من الصحة أن منخفض الوادي الكبير [الإسبانية] كان محور القوة الإسلامية في شبه الجزيرة، مع قرطبة المدينة الأكثر اكتظاظا بالسكان، وعاصمة ومقر المسجد الكبير ومع وجود مدينة الزهراء كمدينة رمزية لقوة الخلافة الجديدة. إلى الشمال من نهر يانة كانت الثغور العسكرية الرئيسية الثلاث ماردة وطليطلة وسرقسطة في تمرد مستمر.
اندلعت ثورة داخل البيت الأموي بعد أن اجبر عبد الرحمن شنجول ابن الحاجب المنصور الخليفة هشام المؤيد بالله في 14 ربيع الأول 399 هـ / 1009 على إعلانه وليًا لعهده، ولم يكن للخليفة ولد يومئذ. مما تسبب بخلع هشام الثالث وإلغاء الخلافة سنة 422هـ / 1031، فاستقلت كور الأندلس التي هيمنت عليها أسر عربية وبربرية وسلافية، تحت اسم الفترة الأولى لملوك الطوائف. كان لهذا الوضع الجديد دور خاص لطائفة إشبيلية، التي اضحت قوة عظمى مع حكامها المعتضد وابنه المعتمد بنو عباد، الذين وسعوا حكمهم على جميع أرجاء جنوب البرتغال ومرسية ومعظم أندلسيا الحالية، ماعدا طائفة غرناطة وحكامها الزيريون. وفي سنة 1085 قام ألفونسو السادس ملك قشتالة بغزو طليطلة [الإسبانية]، كان التهديد القشتالي-الليوني يزداد. لهذا السبب تحالف ملوك طوائف إشبيلية وغرناطة ومالقة والمرية وبطليوس وطلبوا من المرابطين مساعدة عسكرية. ودخل المرابطون الجزيرة الخضراء [الإسبانية] لتشكيل ائتلاف مع ملوك الطوائف، ومع أن المسيحيون قد هزموا أمامهم في معركة الزلاقة سنة 1086، ولكن لم يتوقف هجومهم على الممالك الإسلامية، فاستولوا بعدها على قلعة أليدو، مما أدى إلى تضييق الحصار على الطرق بين طائفة إشبيلية وأراضيها وطوائف شرق الأندلس. لهذا السبب طلب أمير إشبيلية مرة أخرى مساعدة أمير المرابطين يوسف بن تاشفين، الذي عاد إلى شبه الجزيرة سنة 1088 ليس لمحاربة المسيحيين ولكن لغزو جميع الطوائف الواحدة تلو الأخرى وفرض القوة المرابطية في كل الأندلس، وتثبيت العاصمة في غرناطة واستمر الحكم حتى منتصف القرن الثاني عشر، عندما أدى التوسع الموحدي في شمال أفريقيا إلى إضعاف القدرة العسكرية للمرابطين في الأندلس، فتمزقت وحدة الأندلس مرة أخرى مما أدى إلى ظهور الفترة الثانية لملوك الطوائف [الإسبانية] بين 1144 و 1172.
تعاون العديد من المستعربين مع ألفونسو الأول ملك أراغون في حملته عبر الأندلس [الإسبانية]، مما أجبر السلطان المرابطي علي بن يوسف بإصدار مرسوم بترحيل العديد منهم إلى إفريقيا سنة 1126 (وتمكن الآلاف منهم من العودة إلى إسبانيا بعد عقدين من الزمن، ليثبتوا أنفسهم في طليطلة) وبعدها ببضع سنوات أُجبر المستعربون الذين بقوا بعد تعرضهم لمضايقات مستمرة بمرسوم من السلطان الموحدي عبد المؤمن بن علي على الهجرة إلى مملكتي قشتالة وليون أو الدخول في الإسلام، تحت ضغوط المضايقة ومصادرة أصولهم. بحسب فرانشيسكو خافيير سيمونت فإن استبداد المرابطين كان لدرجة أن المسلمين في إشبيلية طلبوا حماية الملك ألفونسو السابع، وأجبروا على دفع الجزية إليه.
بعد ذلك أخضع الموحدون تلك الطائفة الذين جعلوا عاصمتهم في إشبيلية، وتمكنوا من وقف تقدم المسيحيين بانتصارات كبيرة كما في معركة الأرك سنة 1195. ومع ذلك فقد واجهوا منذ البداية مشاكل في السيطرة على أراضي الأندلس بأكملها، خاصة غرناطة وشرق الأندلس، حيث قاومهم ابن مردنيش لسنوات عديدة بدعم مسيحي. وأخيرًا بعد أن دعا البابا إينوسنت الثالث بحملة الصليبية في الأندلس، أتى انتصار التحالف المسيحي في معركة العقاب في 1212، بمثابة بداية نهاية حكم الموحدين، ليس فقط بسبب المعركة لكن أيضا وفاة محمد الناصر لاحقا، والتي فتحت معركة خلافة انتهى بها الأمر إلى انتهاء الخلافة الموحدية وظهور الفترة الثالثة لملوك الطوائف [الإسبانية] (1212 - 1238). وصعود الدولة المرينية في المغرب. وفي سنة 1232 أعلن محمد الأول أميرًا لأرخونا وجيان ووادي آش وبسطة، وأسس إمارة غرناطة سنة 1237 وعاصمتها مدينة غرناطة.

### أندلسيا في تاج قشتالة

ممالك أندلسيا مقرونة بأراضي تاج قشتالة

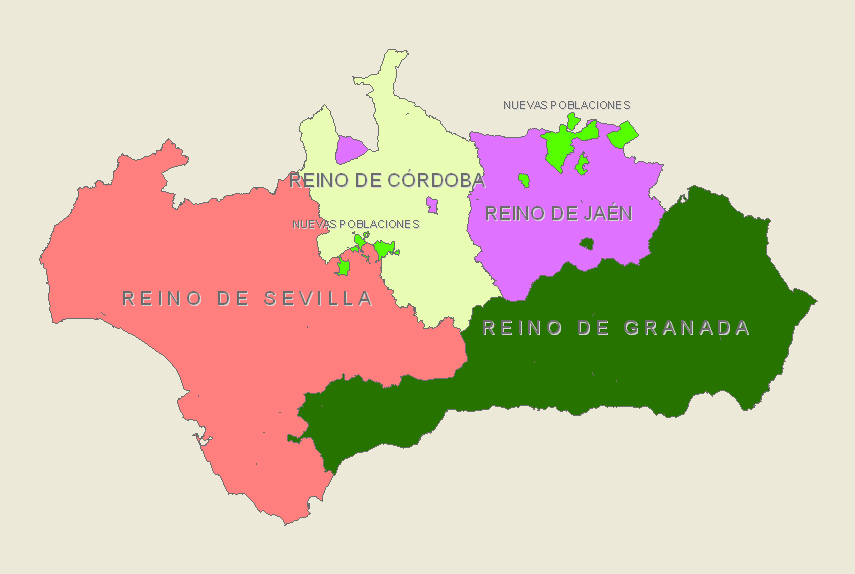
تُظهر الخريطة حدود ممالك جيان وقرطبة وإشبيلية وغرناطة المسماة ممالك أندلسيا الأربعة.

الضعف الناجم عن تفكك سلطة الموحدين وما تلاها من نشأة الفترة الثالثة لملوك الطوائف، شجع على الغزو المسيحي السريع وعودة حروب الاسترداد من فرناندو الثالث وألفونسو العاشر لأراضي الوادي الكبير. فسقطت بياسة سنة 1227، ثم قرطبة سنة 1236 وجيان في 1246 وإشبيلية سنة 1248 وجبل طارق سنة 1462. فبقاء نوى الأندلس التاريخية مشروطة ببقاء سكانها المسلمين (المدجنون)، فطريق إعادة التوطين المسيحيين من مناطق شبه الجزيرة الشمالية البعيدة، وبناء مستعمرات لإسكان التجار الأجانب مع عملية طويلة من التوزيع الإقطاعي لأراضي الأندلس [الإسبانية]. كل هذا لإضعاف تأثير مملكة غرناطة النصرية وتطويق حدود المسلمين [الإنجليزية] وابعاد تهديد المرينيين، الذين هزموا في معركة طريف سنة 1340.
بعد فشل ثورة المدجنين (1264-1266)، تم طرد السكان المسلمين القدامى وأعيد توطين الأندلس السفلى [الإسبانية] ببطء من مسيحيين من الشمال. ومع نهاية العصور الوسطى، كانت الأندلس (أندلسيا) هي أراضي إسبانية ولكن بوجود أكبر للأجانب، وخاصة الإيطاليين من جنوة.

## العصر الحديث

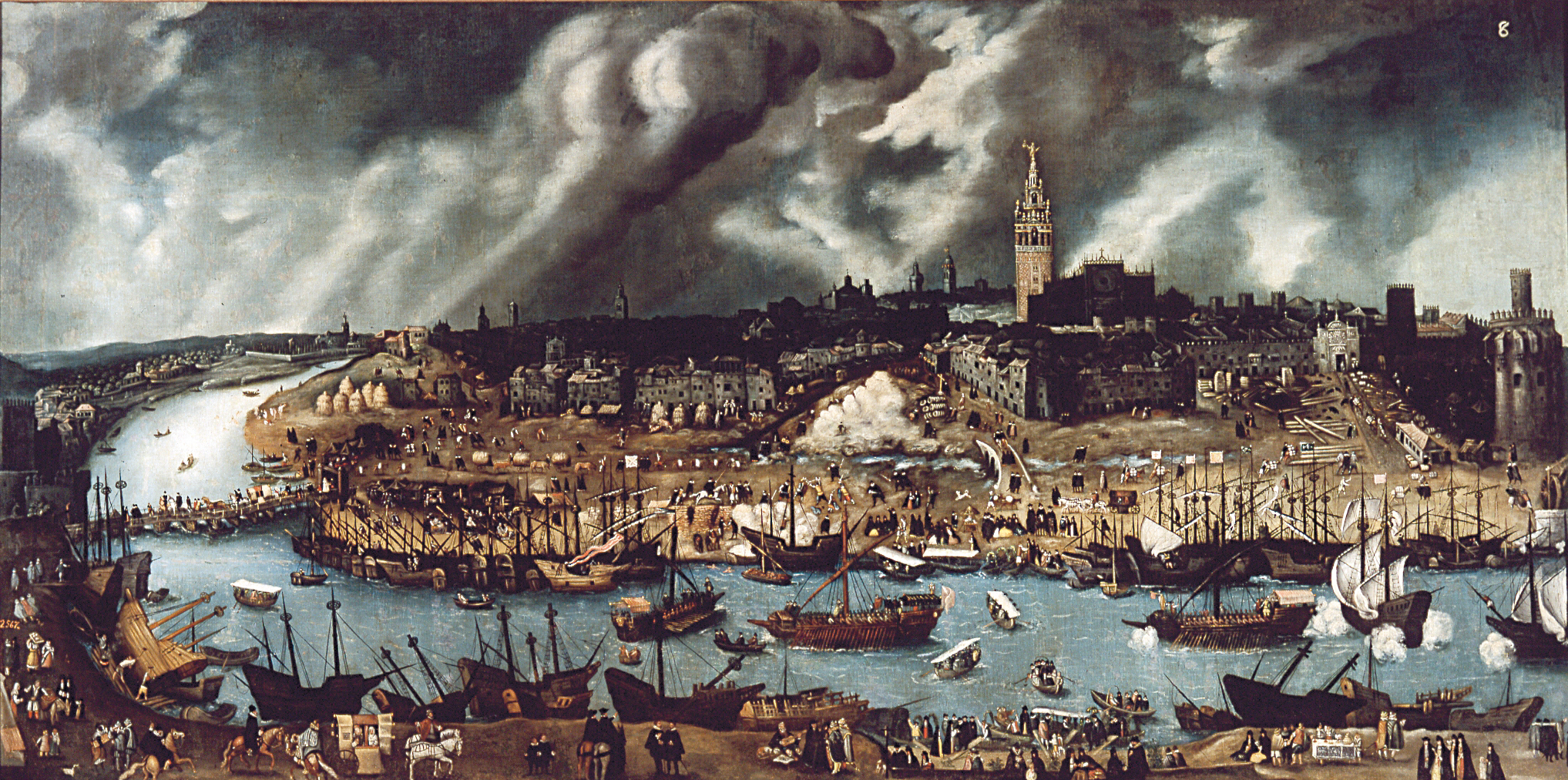
منظر لإشبيلية ومينائها في القرن السادس عشر، بريشة ألونسو سانشيز كويلو

استمرت مملكة غرناطة المسلمة متماسكة حتى حصارها وسقوطها سنة 1492، ودخلها الملوك الكاثوليك حسب معاهدة غرناطة. وبذلك انتهت هيمنة المسلمين. ومنذ ذلك الحين وطوال النظام القديم، كانت أراضي أندلسيا الحالية مكونة من ممالك جاين وقرطبة وإشبيلية وغرناطة، وجميعها منضوية في تاج قشتالة وكثيرا ماتسمى ممالك أندلسيا الأربع.
في 3 أغسطس 1492 غادرت من بلدة بالوس دي لا فرونتيرا بمقاطعة ولبة أول حملات كولومبوس التي أدت إلى اكتشاف أمريكا. شارك بالحملة العديد من الأندلسيين، ومعظمهم من أهالي ولبة، مثل أخوة بنزون وأخوة نينيو وآخرين ساهموا في تلك الرحلة، التي اعتبرت علامة فارقة بين نهاية العصور الوسطى وبداية أوروبا الحديثة المبكرة.
كانت أندلسيا هي بداية اتصال القشتاليين مع أمريكا وحافظوا على ذلك الاتصال حتى نهاية الفترة الاستعمارية. سبب أهمية الظاهرة الأمريكية للأندلس هو أن كل حركة المرور مع القارة الجديدة أصبحت احتكارًا لها، قد يكون قانونيا عن طريق قشتالة، ولكن ماديا ومعنويا يكون عن طريق منطقة الأندلس. كان معظم الأندلسيين أبطال ماسميت «بالرحلات الصغيرة أو الأندلسية»، التي أنهت احتكار كولومبس للرحلات إلى أمريكا. وهذه بداية الازدهار الكبير للمنطقة، التي أصبحت الأغنى والأكثر عالمية في إسبانيا وواحدة من أكثر المناطق تأثيرًا في جميع أنحاء العالم.

### القرن السابع عشر
من ناحية أخرى، كانت لمملكة غرناطة القشتالية مصالحها في البحر الأبيض المتوسط، لذلك فقد كانت اتصالاتها مع المستعمرات الأمريكية ضعيفة جدًا. ومع ذلك فإن القرن السابع عشر كان قرنا كارثيا للأندلس، بسبب وباء الطاعون الذي عانت منه. وجرى أيضا استصلاح جديد للأراضي، وماترتب عليها من أضرار للفلاحين الأندلسيين. وهناك حدث رئيسي جرى في أراضي أندلسيا الحالية وهي ثورة البشرات، التي طرد في النهاية الغالبية العظمى من سكانها الأندلسيون من أرضهم التي عاشوا فيها لقرون. حيث تم إعادة توزيعهم داخل قشتالة، ولكن بعد ذلك طردوا من إسبانيا سنة 1609. انتهى العديد من هؤلاء الأندلسيون في مدن شمال إفريقيا مثل فاس أو تطوان.
عانت الأندلس من النصف الأول من القرن السابع عشر أزمة حادة وركود اقتصادي، في سياق الانحطاط الإسباني [الإنجليزية]. فما بين سنوات 1640 و 1655 حدثت ثورات في أجزاء مختلفة من الأندلس. فالتجاوزات الضريبية للكونت دوق أوليفاريس أدت إلى أن يقوم دوق شذونة وماركيز أيامونتي سنة 1641 بتنظيم مؤامرة بنوايا مثيرة للجدل، عرفت تاريخياً باسم مؤامرة دوق شذونة [الإنجليزية].

### القرن الثامن عشر

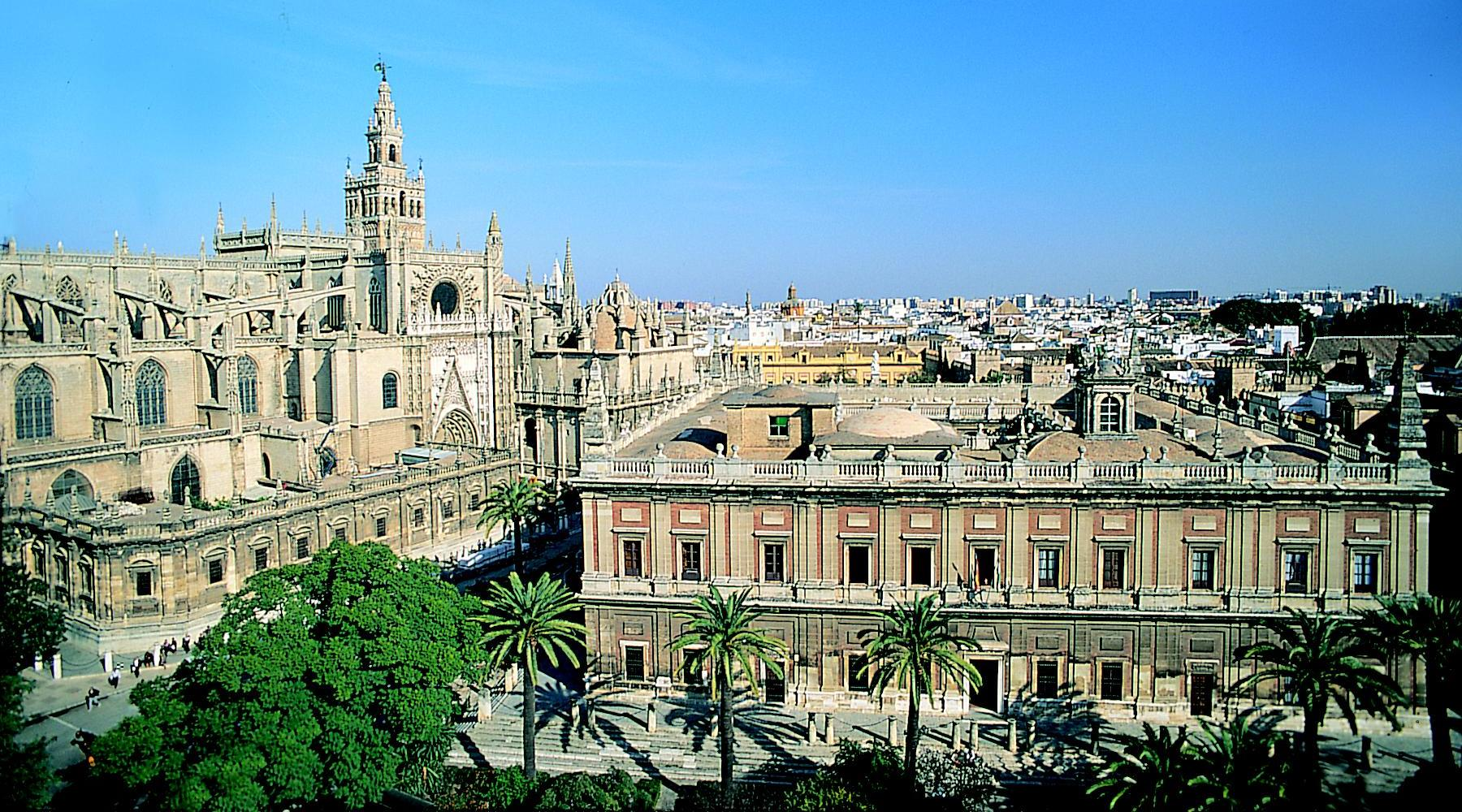
غرفة تجارة الإسبانية وكاتدرائية إشبيلية

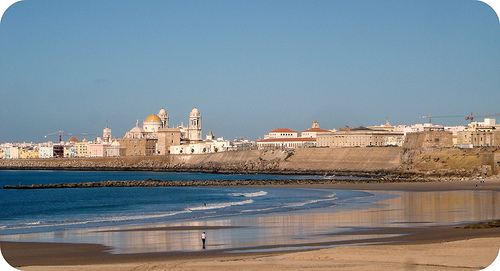
منظر لقادس، حيث نقلت إليها غرفة تجارة الإنديز عام 1717

كانت ذروة أزمات القرن السابع عشر هي حرب الخلافة الإسبانية، وكان لها تأثير ضئيل على الأندلس، وهي منذ البداية بقيت إلى جانب فيليبي دي أنجو. وفي سنة 1702 استولت قوات إنجليزية وهولندية على منطقة بالقرب من قادس في ساحل المحيط الأطلسي، وعلى الرغم من فشلهم من احتلالها، إلا أنهم استولوا على جبل طارق [الإنجليزية] سنة 1704 مستغلين ضعف البلاد، وبقيت بأيدي الإنجليز بعد معاهدة أوتريخت.
وادمجت مراسيم نويفا بلانتا الأندلس إلى أراضي تاج قشتالة، وإعادت تنظيم مجالس الاختصاص الملكية والمجالس الاستشارية، وكذلك تنظيم الإقليم إلى مقاطعات وبلديات كانت وريثة الممالك الأربعة القديمة، وإلغاء الامتيازات الملكية القديمة المسماة (fueros) وإلغاء مؤسساتها.
شكلت السلطة الملكية الجديدة شبكة اتصالات حول البلاط، بهدف تمركز الموارد الزراعية والتعدين والموارد التجارية حولها، مما ساهم في التفكك التقليدي للإقليم.
وفي سنة 1717 نقلت غرفة تجارة الإنديز (بالإسبانية: Casa de Contratacion de Indias)‏ من إشبيلية إلى قادس، مما أدى إلى إزاحة مركز تجارة الأمريكتين من مدينة إشبيلية، التي كانت هناك منذ بداية القرن السادس عشر.
في النصف الثاني من القرن الثامن عشر، قام بابلو دي أولافيد عمدة إشبيلية وقائد جيش الممالك الأندلسية الأربع بعمل مهم بالتوطين في بعض مناطق الأندلس. فأرسل أكثر من 1400 عائلة أجنبية للاستقرار في مختلف مستعمرات سييرا مورينا وفقًا لقانون الإسكان الجديد لسنة 1767. وكان إعادة التوطين هو مشروع لأكثر من 40 عامًا، فكانت له صلاحيات واسعة، ولقي دعم كونت كامبومان بالإضافة إلى الممتلكات المصادرة من اليسوعيين الذين طُردوا سنة 1767. ولكن مع مرور الوقت عانى المستوطنون الجدد من استيعاب عميق للثقافة الأندلسية
ولتنفيذ إصلاحات اقتصادية واجتماعية وتعليمية، ونتيجة فكر التنوير، أنشئت الجمعية الاقتصادية لأصدقاء بلد قادس (1774) وإشبيلية (1775) وغرناطة (1775) وفيرا (1775) وشلوقة (1780) وبويرتو ريال (1785) وشذونة (1786) وخاين (1786) وإل بويرتو دي سانتا ماريا (1788) ومالقة. وأيضا نشأت مدن جديدة بهدف إعادة إعمار المناطق التي المراد تطويرها، مثل ليناريس ولا كارولينا في جيان.

## الحقبة المعاصرة

### القرن التاسع عشر

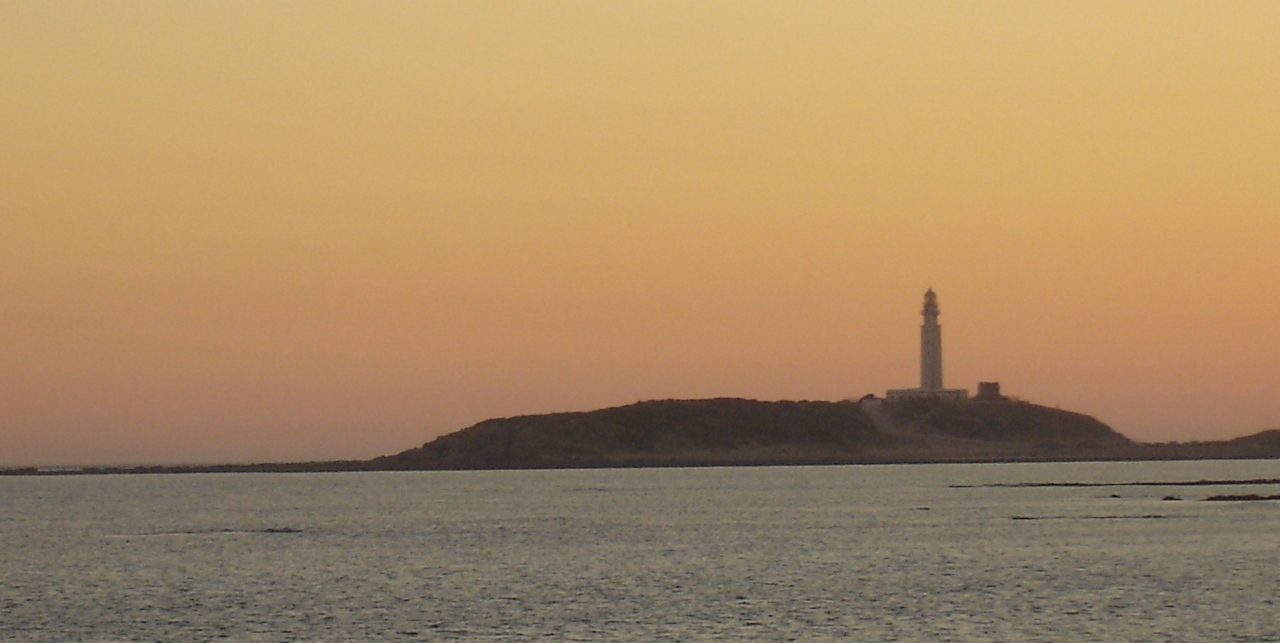
رأس طرف الغار، حيث وقعت فيه معركة طرف الغار

كانت لثورة الكانتونات سنة 1873 نشاط مهم للغاية في جميع أنحاء الأندلس.

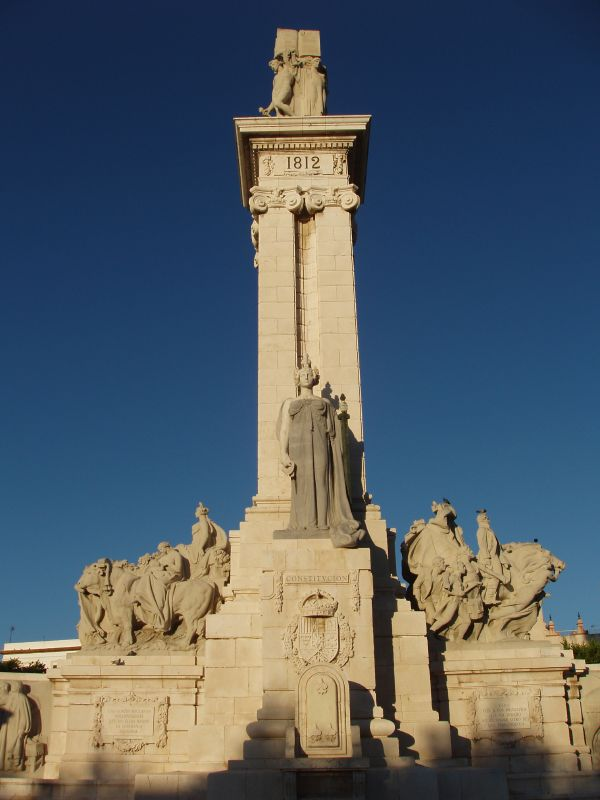
النصب التذكاري لكورتس قادس

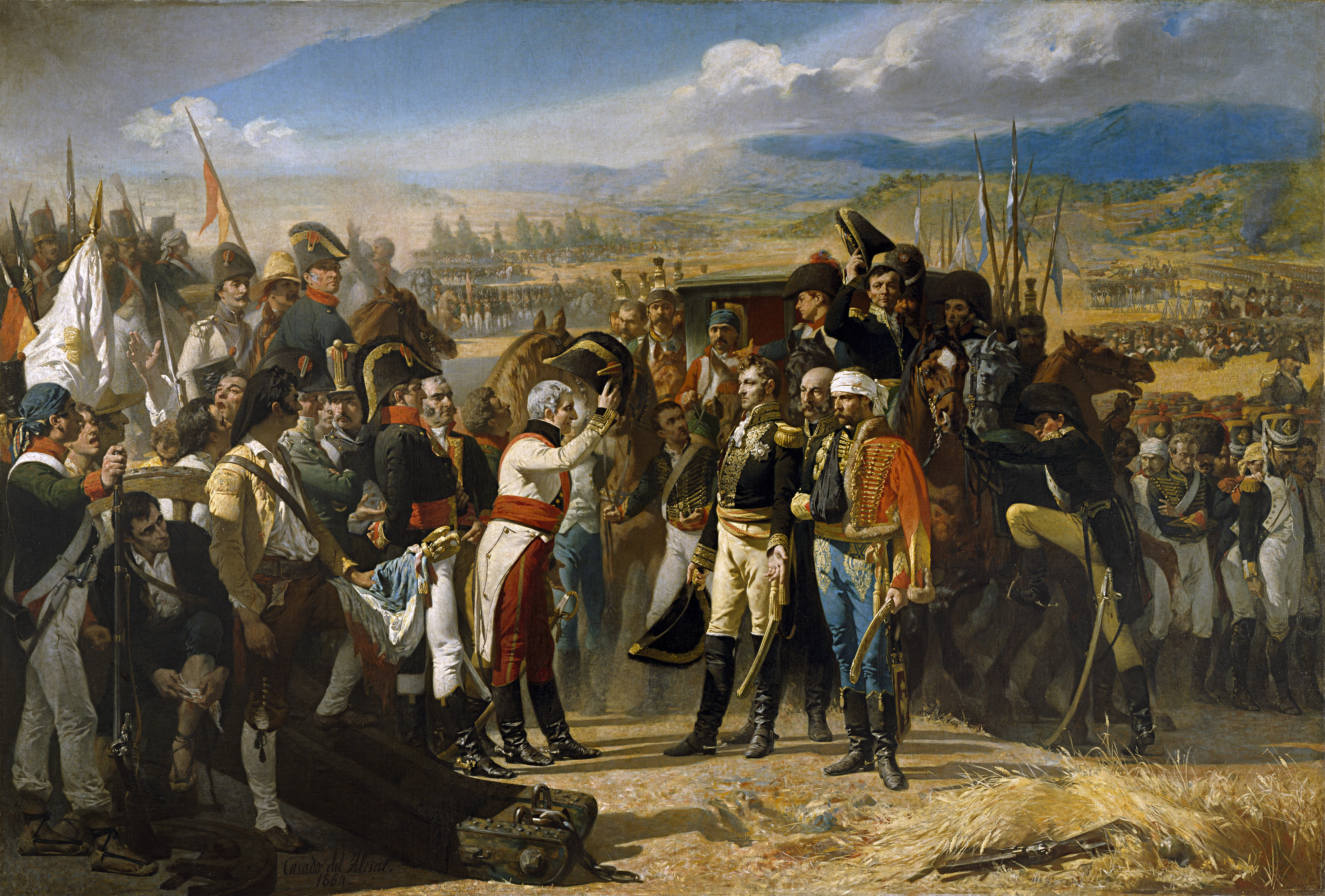
معركة بايلين

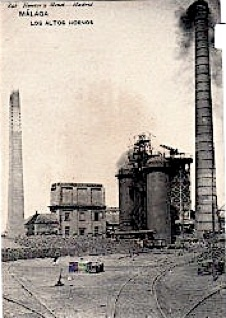
أعمدة أفران مالقة. مصنع لا كونستانسيا 1847

في سنة 1805 تسبب التحالف بين كارلوس الرابع ونابليون بمشاركة إسبانيا في الحرب البحرية ضد إنجلترا، وانتجتها معركة طرف الغار، التي وقعت في مياه ساحل قادس والتي أدت إلى هزيمة الإسطولين الفرنسي والإسباني ضد الأسطول الإنجليزي. وفي سنة 1808 دخلت القوات النابليونية شبه الجزيرة الأيبيرية بحجة غزو البرتغال مع الجيش الإسباني. ومع ذلك استغل نابليون ذلك للإطاحة بالحكم الإسباني والاستيلاء على البلاد. أدى هذا إلى تمرد شعبي وحرب الاستقلال اللاحقة، التي لعبت فيها الأندلس دورًا حاسمًا في المقاومة ضد الغزاة في معركة بايلين، التي كانت أول انتصار إسباني على الفرنسيين، مع حركة المجالس العسكرية ومع مجلس قادس، الذي أعلن في 19 مارس 1812 أول دستور ليبرالي في إسبانيا ، يسمى شعبيا La Pepa. وعند عودته إلى إسبانيا أدى الملك فيرناندو السابع اليمين أمام الدستور الجديد، ولكن سرعان ماألغاه وأعاد نظام الحكم المطلق.
تميزت الأندلس بدفاعها عن الليبرالية ضد حكم فرناندو المطلق، حيث كانت قادس معقلها الرئيسي، حيث قربها من جبل طارق كنقطة التقاء الليبراليين ومكان ملائم للهروب الآني. وفي سنة 1820 بعد محاولة انقلابية للعقيد ديل ريجو في المدن الأندلسية، والأحداث في غاليسيا أدت بفرناندو السابع في إعادة الدستور مرة أخرى، مما أفسح المجال لحقبة الثلاثية الليبرالية، حيث استمر الملك في التآمر لاستعادة الحكم المطلق. وفي سنة 1823 غزا الجيش الفرنسي إسبانيا (سمي "مئة ألف من أبناء سانت لويس")، فلجأ الليبراليون إلى قادس مع فرناندو السابع كرهينة. قاومت المدينة حصارًا طويلًا انتهى بميثاق: يتم تسليم الساحة وتحرير الملك، بالمقابل أنه يقبل بدستور 1812. تم ذلك ولكن بمجرد أن أطلق سراحه، عاد الملك فيرناندو إلى الحكم المطلق مما أفسح المجال للعشرية المشؤومة.
مع وفاة فرناندو السابع وظهور الكارلية، ردت الأندلس الليبرالية سنة 1835 من خلال إنشاء مجالس ليبرالية إقليمية، والتي اتحدت لتشكيل المجلس الأعلى للأندلس ومقره في أندوخار، وكان هدفها إصلاحات تقدمية، ومتابعة استبدال الكونت تورينو بواسطة مينديثابال والنظام الملكي بدستور ليبرالي جديد.
في عهد إيزابيل الثانية، أعطى دستور 1845 الملكية مزيدا من السلطة، وكان نظام الزعامات المحلية موجودا في السياسة الوطنية، مع استثناءات مثل برجوازية مالاقا الليبرالية التي شجعت التصنيع في المدينة والمقاطعة، وتحويل مالقة إلى رائدة في صناعة الصلب وصناعات النسيج، إلا أنها وكما هو متوقع انحدرت بسرعة بسبب ضعف بنية مفاصل الدولة، حيث وسائل النقل في جنوب إسبانيا سيئة للغاية، ووجود الحواجز الجمركية على استيراد الفحم الإنجليزي لحماية التعدين الأستوري.
أدى السخط الشعبي العام إلى ثورة في سنة 1868 سميت بالمجيدة، حيث بدأت في قادس ثم انتشرت في أنحاء البلاد، فبدأت فترة ديموقراطية السنوات الست وإعلان الجمهورية الأولى سنة 1873 وثورة الكانتونات التي كانت فدرالية في طبيعتها، ونشاطها قوي جدًا في الأندلس وكانت الكانتونات الأكثر أهمية هي كانتون قادس وكانتون ملقة الذي كان ثاني أطول فترة بعد كارتاخينا.
جلبت حكومة عودة الملكية بقيادة أنطونيو كانوباس ديل كاستيو المولود في مالقة دستور إسبانيا الجديد لسنة 1876، ولكن أيضا جلبت جمودا سياسيا بسبب نظام حكم الحزبين، مما زاد من تفاقم حكم الزعامات المحلية الخطير.
كان القرن التاسع عشر هو قرن التناقضات للأندلس، لكنه قرن التوسع من وجهة نظر اقتصادية، حيث كان للصناعة الأندلسية وزن مهم في الاقتصاد الإسباني خلال ذلك القرن. وكانت الأندلس في سنة 1856 هي ثاني منطقة إسبانية من حيث قوة الصناعة، ومابين 1856 و 1900 كان للأندلس مؤشر تصنيع أعلى من المتوسط الوطني في المواد الغذائية والكيميائية والسيراميك. ولكنها انخفضت هذه السيادة إلى الفروع الغذائية والكيميائية منذ 1915.
بعد الغزو الفرنسي سنة 1808 جرت حروب كثيرة لاستقلال مستعمرات إسبانيا عنها، وبلغت ذروتها في سنة 1898 التي أضرت بإسبانيا وخاصة الأندلس، بسبب ارتباطها التجاري بالأمريكتينن. فاشتدت اللصوصية فاستصعب حل المشاكل المتوطنة في الأندلس، وتخلف المجتمع الأندلسي عن مناطق أخرى في إسبانيا وأوروبا وأمريكا. نشأت طبقة برجوازية صغيرة في مقاطعات مثل ملقة حيث لايوجد فيها مزارع كبيرة، ولم يكن ذلك في الأندلس كلها بسبب سوء إدارة مصادرة الأملاك الكنسية وعدم وجود إصلاح زراعي حقيقي، مما أنهى حالة ملاك الأراضي (بالإسبانية: latifundio)‏ وأوضاع غير المستقرة لعمال اليومية [الإنجليزية]. أدى إلغاء التوزيع الإقطاعي لأراضي الأندلس [الإسبانية] وليس إيجار المزارع -وهي منطقة تم إقطاعها بشدة منذ أواخر العصور الوسطى- إلى دخول الأندلس في حالة من عدم الاستقرار الاقتصادي الكبير، التي أضيفت إليها المشكلة السياسية للزعامات المحلية، والتي أدت إلى ظهور الحركة الأناركية بين الطبقات العاملة، ومن أكثر الأمثلة الكلاسيكية هي منظمة اليد السوداء.

### القرن العشرين

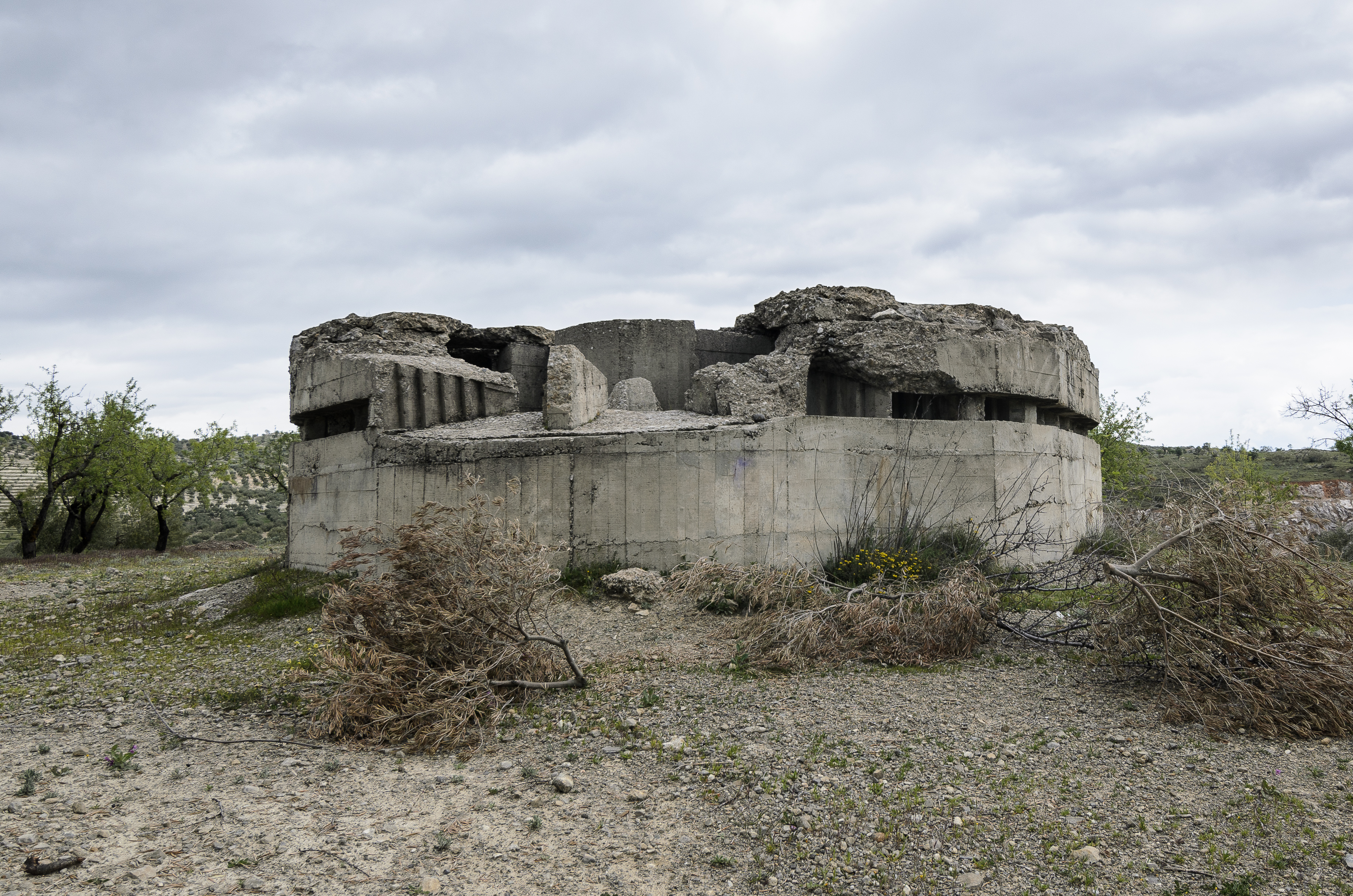
مشهد لبقايا تحصينات بالقرب من قرية لوكوي - قرطبة.

تمكن الجيش المتمرد من السيطرة على ساحل قادس ومدن إشبيلية وقرطبة وغرناطة في الانتفاضة التي اشعلت الحرب الأهلية.

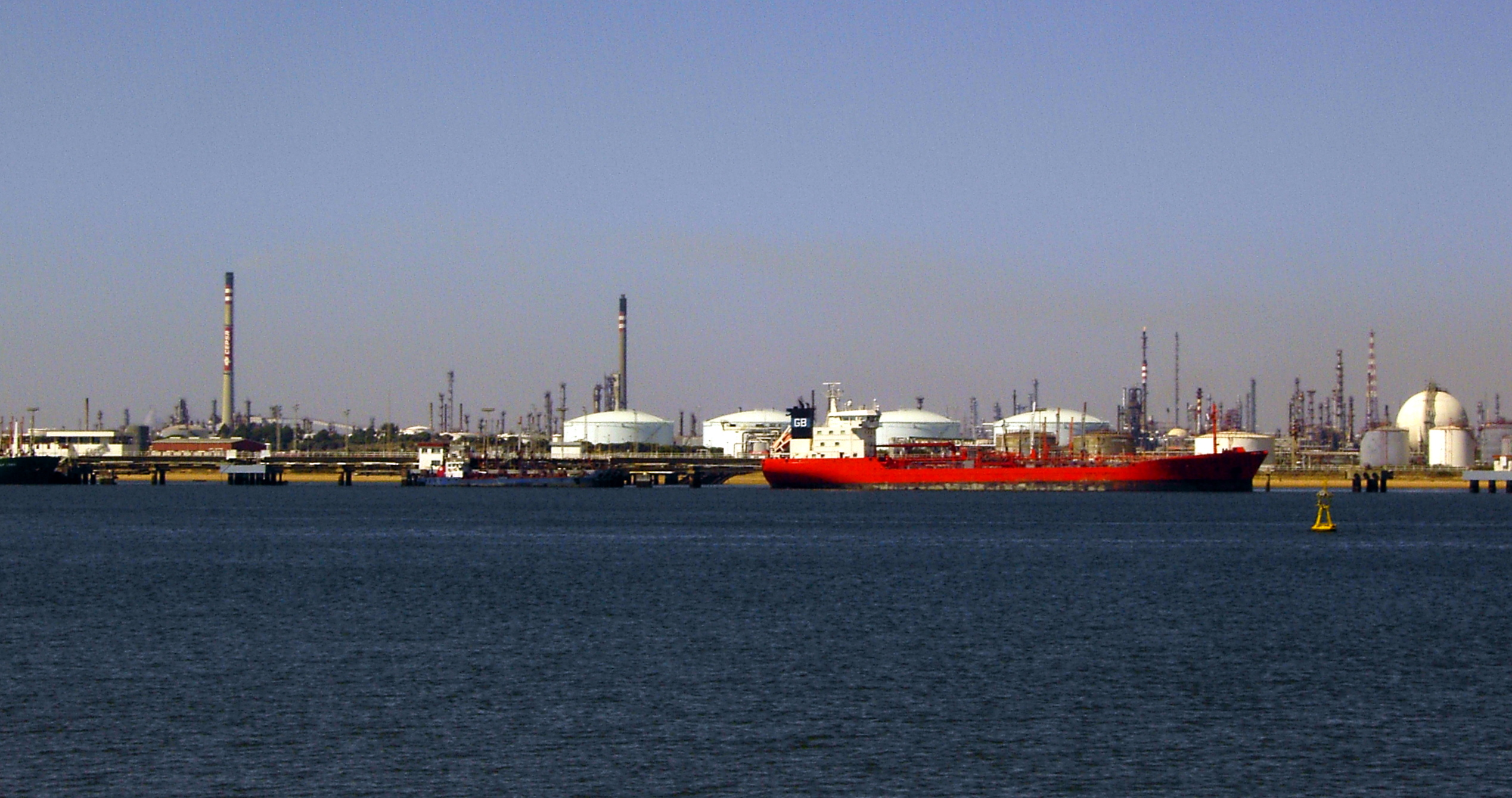
منظر للمركز الكيميائي لمقاطعة ولبة

في نهاية 1937 كان ثلثا الأندلس تحت سيطرة المتمردين

في عهد ألفونسو الثالث عشر وضمن فرضيات التجديد، ظهرت الإقليمية الأندلسية. وخلال فترة ديكتاتورية بريمو دي ريفيرا سنوات 1923 و 1930، نالت الأندلس بعض التحسينات -حيث أن بريمو دي ريفيرا من مواليد شريش-، وكان أبرزها تضعضع الزعامات المحلية. وفي سنة 1931 أظهرت الانتخابات البلدية في الأندلس كما هو الحال لبقية إسبانيا انتصارًا واضحًا للتوجه الجمهوري، الذي أدى تمثيله في البلديات إلى إعلان الجمهورية الإسبانية الثانية في نفس العام. كانت الجمهورية فترة من عدم الاستقرار السياسي الكبير، حيث لم تحل مشاكل الأندلس الكبرى، بما فيها الإصلاح الزراعي ومحو الأمية. وكانت أحداث كاساس فيخاس هي مثال على السخط الأندلسي على حكومة الجمهورية. وعلى الرغم من محاولة بعض محاولات الأقليات لإستقلال الأندلس [الإسبانية]، إلا أن المجتمع الأندلسي لم يوافق على جعل الاستقلال السياسي ممكنًا بموجب دستور 1931.
كان لاندلاع الحرب الأهلية عواقب متفاوتة في الأندلس. في حين سقطت معظم الأندلس الغربية بأيدي المتمردين مباشرة، ظلت الأندلس الشرقية تحت الحكم الجمهوري معظم الحرب. ولم تكن أوضاع الأندلس في حالة حرب تمامًا، حيث انخفضت إلى مستوى معارك صغيرة، ولكن الإعدام والقمع كانت نشطا جدا. وبصورة درامية قصف الفرنسيون ساحل مالقة [الإسبانية] والألمان قصفوا ألمرية [الإسبانية].
بعد انتهاء الحرب وتأسيس الدكتاتورية الفرانكوية عانت الأندلس حتى أوائل الخمسينات من عواقب التقنين المستمد من استبداد دولة عسكرية قمعية ديكتاتورية مركزية. فمرت عليها سنوات من المجاعة والافتقار التام للحريات.

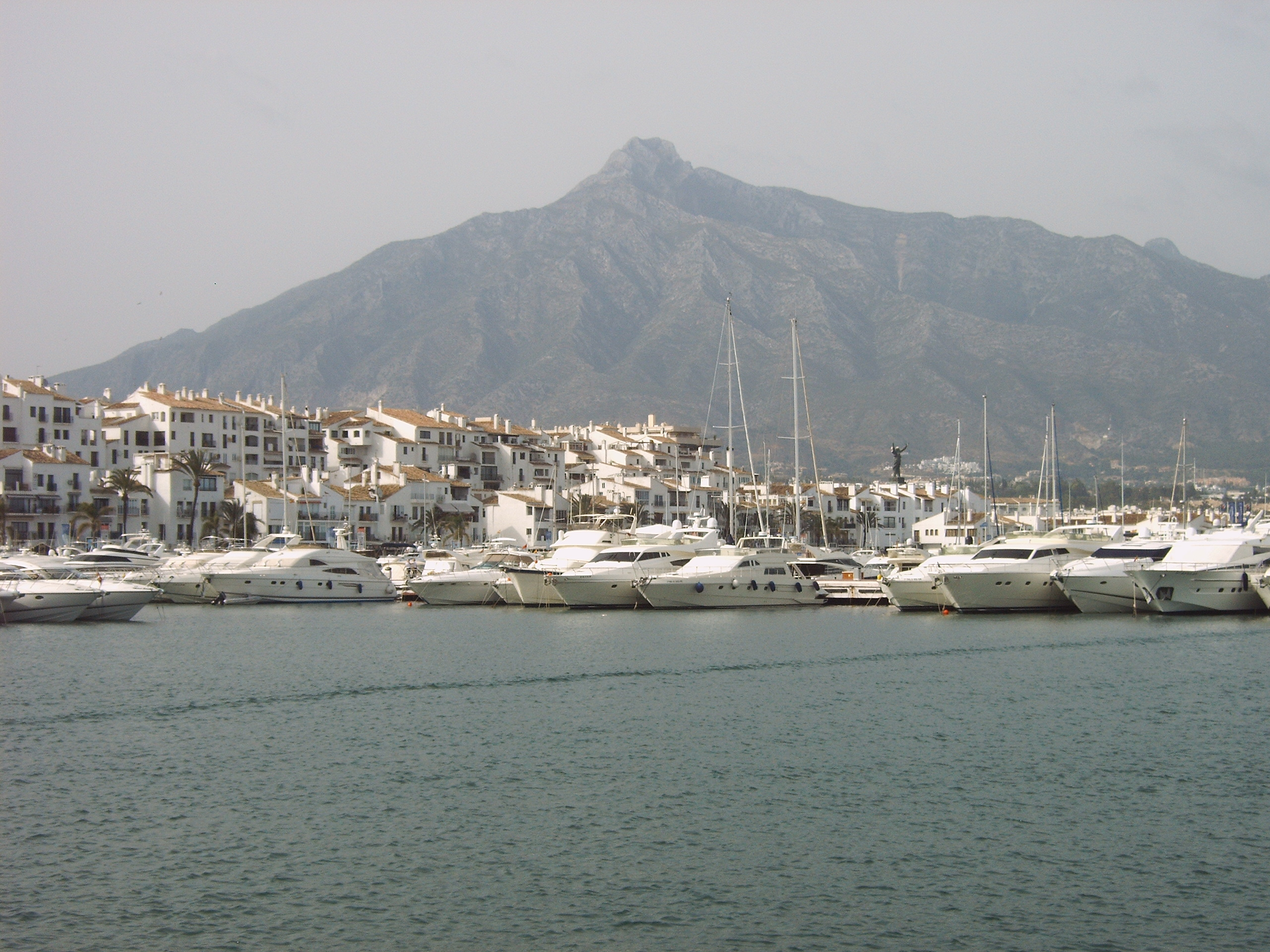
منظر لبويرتو بانيوس، في ماربيا (كوستا ديل سول).

ومن الخمسينات فصاعدا حدثت بعض التغييرات في نظام فرانكو. فانفتحت البلاد مع الخارج بفضل تطور السياحة، التي بدأت بالازدهار السياحي في كوستا ديل سول، وكذلك بسبب حركة المهاجرين الذين إما رحلوا إلى الخارج خاصة نحو ألمانيا، أو إلى الداخل الإسباني الأكثر صناعية مثل منطقة كاتالونيا. كما تم الترويج للصناعة من خلال خطط التطوير، والتي شملت إشبيلية وولبة في المرحلة الأولى ثم قرطبة وغرناطة في المرحلة الثانية. تم تحسين النقل البري وبناء بعض الطرق السريعة والسدود. رافق هذا الانفتاح على الخارج وإعادة تنشيط الاقتصاد ازدياد معارضة النظام، والذي مع ذلك لم يحقق انتقال إسبانيا نحو الديمقراطية حتى وفاة الزعيم فرانسيسكو فرانكو سنة 1975.

#### منطقة الأندلس للحكم الذاتي

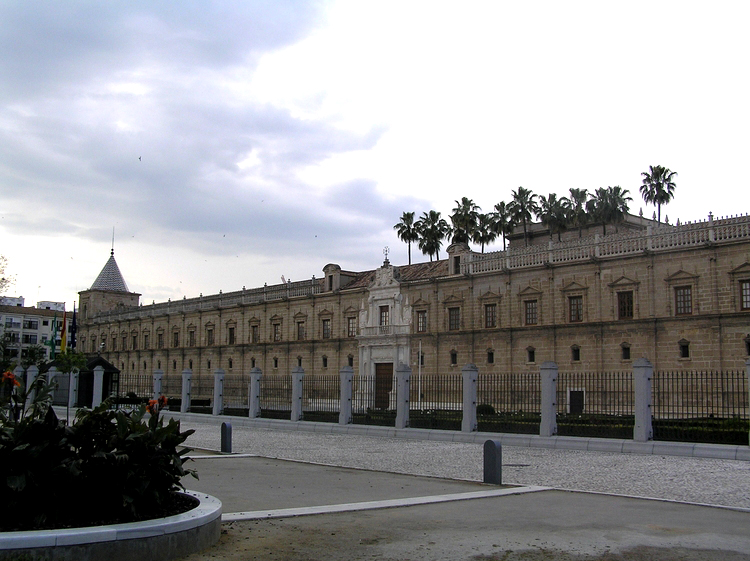
مقر برلمان أندلسيا في إشبيلية الذي كان بالسابق مستشفى de las Cinco Llagas

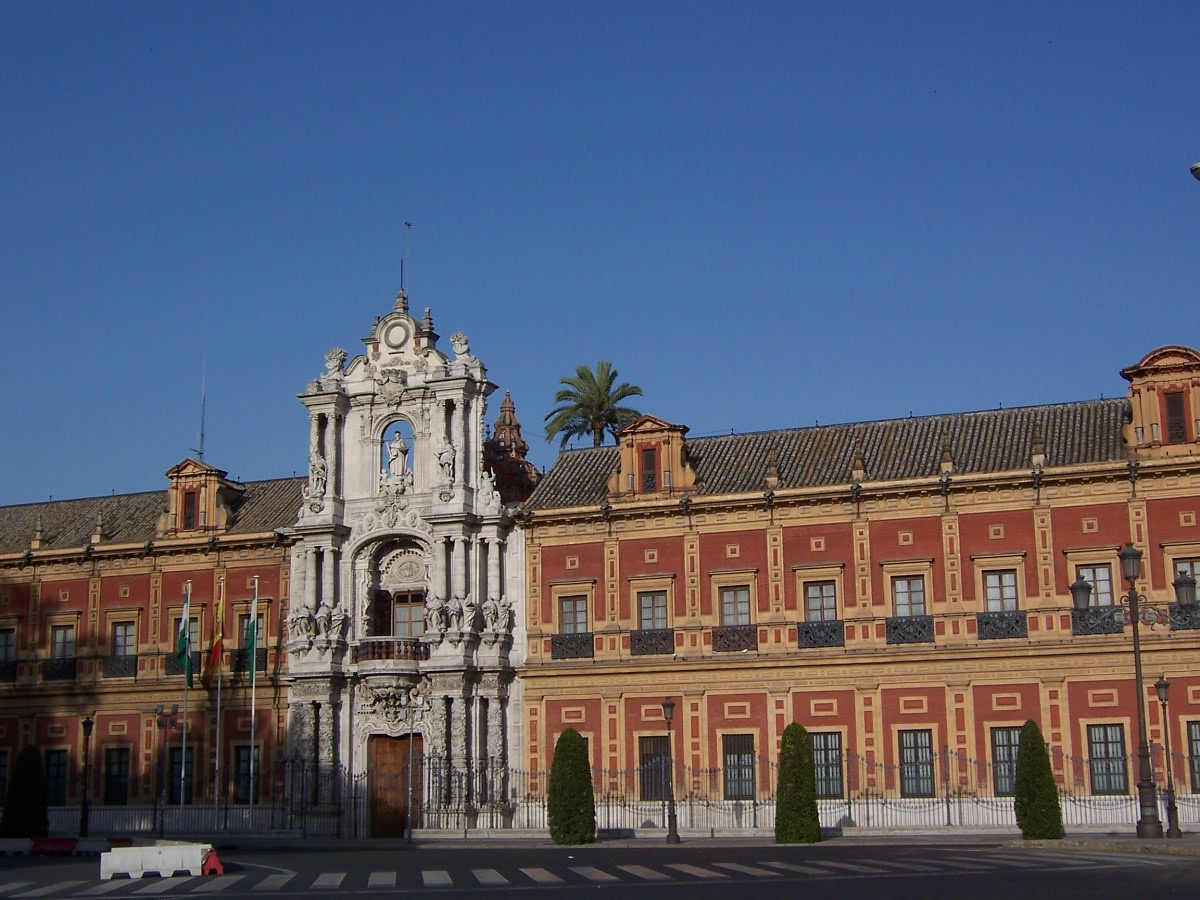
قصر سان تلمو الذي هو الآن مقر رئاسة مجلس أندلسيا

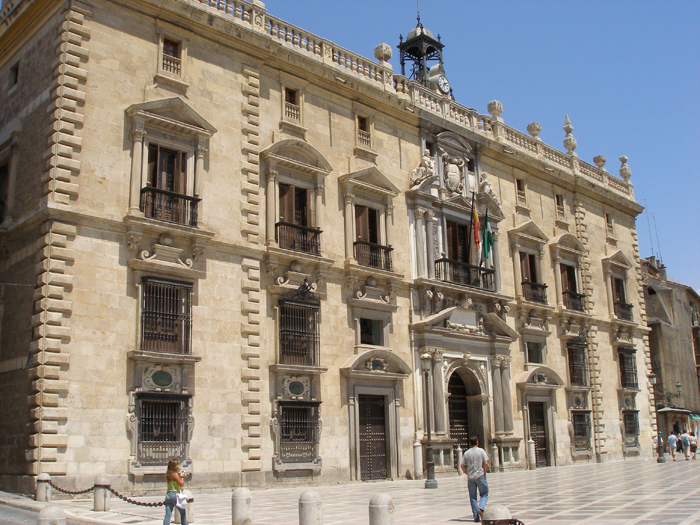
القصر الملكي بغرناطة، هو الآن مقر المحكمة العليا للأندلس

تلقت عملية انتقال إسبانيا نحو الديمقراطية، وبنظام ملكية برلمانية دعمًا واسعًا في الأندلس. ففي 4 ديسمبر 1977 تظاهر مايقرب من مليوني أندلسي في جميع أنحاء البلاد لصالح الحكم الذاتي للمنطقة. وفي 1978 شكلت حكومة للحكم الذاتي بقيادة بلاسيدو فرنانديز فياجاس، وفي نفس السنة تم إصدار الدستور الإسباني الجديد، الذي وضع نظاما لإنشاء دولة لامركزية من خلال مناطق الحكم الذاتي.
بدأت عملية الحكم الذاتي في الأندلس بوجود تناقض بين مجلس ماقبل الحكم الذاتي والحكومة المركزية التي يتزعمها حزب UCD. فقد أرادت الحكومة المركزية منح الأندلس استقلالية مخفَّضة حسب المادة 143 من الدستور، التي سمحت بالوصول السريع إلى الحكم الذاتي لمناطق إسبانيا التي لم تنضوي تحت قانون الحكم الذاتي خلال الجمهورية الثانية، وبالتالي لم يتم اعتبارها من "المجتمعات التاريخية [الإنجليزية]". لذلك سعى المجلس الأندلسي لماقبل الحكم الذاتي للمطالبة بالاستقلال الذاتي الكامل، ولهذا السبب اختار المادة 151، التي أدخلت في النص الدستوري بعد تدخل الوزير مانويل كلافيرو أريفالو.
في استفتاء 28 فبراير 1980 على الحكم الذاتي الكامل، وعلى الرغم من حملة الحكومة المركزية لإعاقة موافقتها، فقد قرر غالبية الأندلسيين أن الأندلس يجب أن يتمتع بالحكم الذاتي الكامل، من خلال الإجراء التقييدي المعبر عنه في المادة 151، والذي جعل منها المجتمع الإسباني الوحيد الذي وافق على الحكم الذاتي من خلال الإجراء المذكور. وأخيرًا تمت الموافقة على نظام الحكم الذاتي للأندلس في 1981، المعروف باسم «قانون كارمونا» والذي من خلاله تأسست منطقة الأندلس للحكم الذاتي بموجب أحكام المادة الثانية من الدستور الإسباني لسنة 1978، الذي اعترف وضمن حق الاستقلال الذاتي للقوميات والأقاليم الإسبانية.
بعد عملية الحكم الذاتي ودخول إسبانيا في 1986 إلى السوق الأوروبية المشتركة، ثم دخوله الاتحاد الأوروبي، فعاشت الأندلس فترة انتعاش بطيء مستفيدًا بقوة من صندوق التنمية الإقليمي الأوروبي [الإنجليزية] (ERDF) وخطة العمالة الريفية (PER). منذ تأسيسها كانت حكومة إقليم الأندلس تحت قيادة الحزب الاشتراكي العمالي الإسباني، بزعامة رافائيل إسكوريدو وخوسيه رودريغيز دي لا بوربولا ومانويل تشافيس وخوسيه أنطونيو غرينان وسوزانا دياز. في هذه الفترة تم توسيع الخدمات العامة والبنى التحتية الأساسية. ففي سنة 1992 افتتح خط سكة حديد عالي السرعة بين إشبيلية ومدريد، بمناسبة المعرض العالمي لإشبيلية [الإنجليزية] والذي كان علامة فارقة في تحسين الاتصالات في تلك المقاطعة. كما تم الترويج للسياحة، حيث أقيمت أحداث رياضية دولية، مثل ألعاب البحر الأبيض المتوسط في ألميرية وبطولة التزلج على جبال الألب 1996 في جبال سييرا نيفادا.

### القرن الواحد والعشرين
تم في سنة 2007 إصلاح نظام الحكم الذاتي للأندلس، الذي ورد في ديباجته: أولاً أنه في البيان الأندلسي لسنة 1919 وصف الأندلس على أنها حقيقة قومية، لمواصلة إظهار وضعها الحالي بأنها وحدة لاتنفصل عن الأمة الإسبانية. ثم عرفت نفسها لاحقًا بشكل أكثر تحديدًا في فقراتها بأنها قومية تاريخية، على عكس القانون السابق (لسنة 1981) الذي عرفها بأنها مجتمع. وفتح القانون الجديد الطريق إلى مستويات أعلى من الحكم الذاتي.
على الرغم من المساعدة الاقتصادية بمبلغ المليار من الإعانات التي منحها الاتحاد الأوروبي في العقود الأخيرة، ولكن لا يزال دخل الفرد الأندلسي أقل بكثير من مثيله الإسباني والأوروبي. على الرغم من أن نموها الاقتصادي في سنوات معينة كان أعلى من كامل الناتج الوطني، فقد استمرت بعيدة عن التقارب مع بقية إسبانيا وأوروبا؛ إضافة إلى أنه بعد الأزمة الاقتصادية في 2008-2013 ساءت مؤشرات الدخل الشخصي، حيث الاقتصاد الأندلسي تعرض للدمار أكثر من أي منطقة أخرى في إسبانيا.
بالكاد هناك تنوع بالاقتصاد الأندلسي، حيث أن القطاع الأساسي له وزن مفرط، وعلى الرغم من أن القطاع الثانوي ليس لديه تنمية كافية، فاضطروا للاستعانة بمصادر خارجية قوية. إضافة إلى ظهور حالات خطيرة من الفساد السياسي والحضري في البلديات والمؤسسات الحكومية، مثل قضية مالايا وأستابا وفضيحة تنظيم العمل.
بعد الأزمة الاقتصادية 2008-2013 تصدرت الأندلس ترتيب البطالة في الاتحاد الأوروبي بأكمله، حيث وصلت إلى ما يقرب من 36 ٪ سنة 2012.